# Населённые пункты Вологодской области в районах (на В)
Населённые пункты Вологодской области в районах (на В)
Численность населения сельских населённых пунктов приведена по данным переписи населения 2010 года, численность населения городских населённых пунктов (посёлков городского типа (рабочих посёлков) и городов) — по данным переписи по состоянию на 1 октября 2023 года.
Населённые пункты Великоустюгского района разбиваются на две категории:
- город областного значения и подчинённые ему населённые пункты;
- сельские населённые пункты.

## Районы

### Вашкинский
| №   | Населённый пункт   | Тип     | Население |
| --- | ------------------ | ------- | --------- |
| 1   | Аверино            | деревня | 4         |
| 2   | Аксентьево         | деревня | 16        |
| 3   | Алёшино            | деревня | 6         |
| 4   | Алёшково           | деревня | 0         |
| 5   | Алфёрово           | деревня | 0         |
| 6   | Алферовская        | деревня | 0         |
| 7   | Андреевская        | деревня | 162       |
| 8   | Аниково            | деревня | 0         |
| 9   | Антропово          | деревня | 3         |
| 10  | Аншевская          | деревня | 0         |
| 11  | Афанасьевская      | деревня | 0         |
| 12  | Берег              | деревня | 0         |
| 13  | Березник           | деревня | 5         |
| 14  | Берниково          | деревня | 0         |
| 15  | Большая Чаготма    | деревня | 10        |
| 16  | Большой Двор       | деревня | 0         |
| 17  | Бонга              | посёлок | 277       |
| 18  | Борисово           | деревня | 4         |
| 19  | Борок              | деревня | 0         |
| 20  | Босово             | деревня | 0         |
| 21  | Ботыгино           | деревня | 0         |
| 22  | Васильево          | деревня | 6         |
| 23  | Васильевская       | деревня | 106       |
| 24  | Васюково           | деревня | 0         |
| 25  | Васютино           | деревня | 10        |
| 26  | Вашки              | деревня | 54        |
| 27  | Вашкозерки         | село    | 0         |
| 28  | Великий Двор       | деревня | 23        |
| 29  | Верхнее Хотино     | деревня | 21        |
| 30  | Весёлая            | деревня | 8         |
| 31  | Веснино            | деревня | 0         |
| 32  | Волково            | деревня | 7         |
| 33  | Вьюшино            | деревня | 0         |
| 34  | Гаврилово          | деревня | 7         |
| 35  | Гаврилово-2        | деревня | 0         |
| 36  | Гавриловская       | деревня | 0         |
| 37  | Гаврино            | деревня | 0         |
| 38  | Глухарево          | деревня | 3         |
| 39  | Гора               | деревня | 5         |
| 40  | Гора               | деревня | 0         |
| 41  | Гридино            | деревня | 0         |
| 42  | Грикшино           | деревня | 21        |
| 43  | Гришинская         | деревня | 0         |
| 44  | Давыдово           | деревня | 93        |
| 45  | Данькино           | деревня | 4         |
| 46  | Даньшин Ручей      | деревня | 21        |
| 47  | Демидово           | деревня | 0         |
| 48  | Дерягино           | деревня | 7         |
| 49  | Домантово          | деревня | 0         |
| 50  | Дряблое            | деревня | 30        |
| 51  | Дудрово            | деревня | 5         |
| 52  | Дурасово           | деревня | 3         |
| 53  | Екимово            | деревня | 7         |
| 54  | Естошево           | деревня | 0         |
| 55  | Еськино            | деревня | 8         |
| 56  | Задняя             | деревня | 20        |
| 57  | Занино             | деревня | 0         |
| 58  | Заречный           | посёлок | 457       |
| 59  | Здыхально          | деревня | 0         |
| 60  | Зуево              | деревня | 4         |
| 61  | Ивановская         | деревня | 208       |
| 62  | Иевлево            | деревня | 0         |
| 63  | Иконниково         | деревня | 3         |
| 64  | Ильинское          | деревня | 0         |
| 65  | Исаково            | деревня | 0         |
| 66  | Истомино           | деревня | 0         |
| 67  | Калитино           | деревня | 14        |
| 68  | Киуй               | село    | 20        |
| 69  | Колосово           | деревня | 0         |
| 70  | Конево             | деревня | 9         |
| 71  | Конечная           | деревня | 44        |
| 72  | Кононово           | деревня | 25        |
| 73  | Конютино           | деревня | 0         |
| 74  | Коптево            | деревня | 4         |
| 75  | Коровино           | деревня | 3         |
| 76  | Костино            | деревня | 0         |
| 77  | Кузнечиха          | деревня | 3         |
| 78  | Ларино             | деревня | 0         |
| 79  | Левино             | деревня | 0         |
| 80  | Левинская          | деревня | 4         |
| 81  | Легково            | деревня | 3         |
| 82  | Липин Бор          | село    | 3364      |
| 83  | Липник             | деревня | 0         |
| 84  | Логиново           | деревня | 0         |
| 85  | Логиново           | деревня | 6         |
| 86  | Лукьяново          | деревня | 71        |
| 87  | Лунево             | деревня | 0         |
| 88  | Лутьяново          | деревня | 0         |
| 89  | Ляпино             | деревня | 5         |
| 90  | Максимово          | деревня | 0         |
| 91  | Малая Чаготма      | деревня | 3         |
| 92  | Малеево            | деревня | 4         |
| 93  | Малеево            | деревня | 10        |
| 94  | Маньково           | деревня | 6         |
| 95  | Марково            | деревня | 0         |
| 96  | Матвеева Гора      | деревня | 4         |
| 97  | Матвеевская        | деревня | 5         |
| 98  | Маурино            | деревня | 0         |
| 99  | Митрофаново        | деревня | 3         |
| 100 | Монастырская       | деревня | 15        |
| 101 | Мосеево            | деревня | 8         |
| 102 | Москвино           | деревня | 27        |
| 103 | Мыс                | деревня | 0         |
| 104 | Мыс                | деревня | 5         |
| 105 | Мытник             | деревня | 3         |
| 106 | Мытчиково          | деревня | 5         |
| 107 | Мякишево           | деревня | 0         |
| 108 | Мянда              | деревня | 0         |
| 109 | Насоново           | деревня | 0         |
| 110 | Наумово            | деревня | 0         |
| 111 | Нестерово          | деревня | 3         |
| 112 | Нефедово           | деревня | 4         |
| 113 | Нижнее Хотино      | деревня | 0         |
| 114 | Никольская         | деревня | 7         |
| 115 | Никольское         | деревня | 17        |
| 116 | Никоново           | деревня | 6         |
| 117 | Новец              | деревня | 7         |
| 118 | Ново               | деревня | 0         |
| 119 | Новокемский        | посёлок | 659       |
| 120 | Новосело           | деревня | 0         |
| 121 | Октябрьский        | посёлок | 185       |
| 122 | Онево              | деревня | 0         |
| 123 | Останинская        | деревня | 0         |
| 124 | Остров             | деревня | 70        |
| 125 | Павлово            | деревня | 0         |
| 126 | Панино             | деревня | 0         |
| 127 | Парфёново          | деревня | 121       |
| 128 | Паршино            | деревня | 3         |
| 129 | Первомайский       | посёлок | 347       |
| 130 | Переезд            | деревня | 0         |
| 131 | Петухово           | деревня | 3         |
| 132 | Пиксимово          | деревня | 111       |
| 133 | Пиньшино           | деревня | 45        |
| 134 | Подгорная          | деревня | 4         |
| 135 | Подгорская         | деревня | 0         |
| 136 | Поздино            | деревня | 6         |
| 137 | Покровское         | деревня | 142       |
| 138 | Поповка            | деревня | 17        |
| 139 | Поповка Мунская    | деревня | 0         |
| 140 | Поповка-Волоцкая   | деревня | 18        |
| 141 | Поповка-Пушторская | деревня | 0         |
| 142 | Поповское          | деревня | 0         |
| 143 | Порожки            | деревня | 0         |
| 144 | Поташево           | деревня | 0         |
| 145 | Потетюево          | деревня | 0         |
| 146 | Прокино            | деревня | 15        |
| 147 | Речаково           | деревня | 0         |
| 148 | Речево             | деревня | 0         |
| 149 | Рогалево           | деревня | 3         |
| 150 | Ростани            | деревня | 33        |
| 151 | Рыжиково           | деревня | 3         |
| 152 | Савалиха           | деревня | 0         |
| 153 | Сальниково         | деревня | 0         |
| 154 | Сапогово           | деревня | 0         |
| 155 | Семёновская        | деревня | 4         |
| 156 | Семёновская        | деревня | 0         |
| 157 | Семенчево          | деревня | 7         |
| 158 | Семяновская        | деревня | 0         |
| 159 | Сидорово           | деревня | 3         |
| 160 | Скоково            | деревня | 7         |
| 161 | Софроново          | деревня | 0         |
| 162 | Средняя            | деревня | 0         |
| 163 | Становая           | деревня | 4         |
| 164 | Степаново          | деревня | 0         |
| 165 | Сухарево           | деревня | 0         |
| 166 | Сухоежино          | деревня | 7         |
| 167 | Тарасьево          | деревня | 30        |
| 168 | Тимино             | деревня | 7         |
| 169 | Тимино             | деревня | 11        |
| 170 | Тимошино           | деревня | 0         |
| 171 | Тимошино           | деревня | 3         |
| 172 | Торопунино         | деревня | 0         |
| 173 | Трифаново          | деревня | 10        |
| 174 | Троицкое           | село    | 218       |
| 175 | Трошино            | деревня | 0         |
| 176 | Турзино            | деревня | 35        |
| 177 | Тушная Гора        | деревня | 0         |
| 178 | Угловая            | деревня | 0         |
| 179 | Устье              | деревня | 7         |
| 180 | Ухтома             | село    | 124       |
| 181 | Ушаково            | деревня | 8         |
| 182 | Ушаково            | деревня | 4         |
| 183 | Фёдоровская        | деревня | 0         |
| 184 | Филимоново         | деревня | 4         |
| 185 | Филиппово          | деревня | 0         |
| 186 | Фомино             | деревня | 0         |
| 187 | Харбово            | деревня | 9         |
| 188 | Холмок             | деревня | 0         |
| 189 | Чертеж             | деревня | 22        |
| 190 | Чесноково          | деревня | 4         |
| 191 | Чисти              | деревня | 6         |
| 192 | Шугино             | деревня | 0         |
| 193 | Шульгино           | деревня | 0         |
| 194 | Щаново             | деревня | 0         |
| 195 | Щукино             | деревня | 3         |
| 196 | Якунино            | деревня | 0         |
| 197 | Якушево            | деревня | 0         |

### Великоустюгский
| №        | Населённый пункт                        | Тип             | Население                                                                                  |
| -------- | --------------------------------------- | --------------- | ------------------------------------------------------------------------------------------ |
| 1e-06    | Город областного значения Великий Устюг |                 |                                                                                            |
| 1        | Великий Устюг                           | город           | 28 266                                                                                     |
| 2        | Красавино                               | город           | 5460                                                                                       |
| 3        | Кузино                                  | рабочий посёлок | 801                                                                                        |
| 3.000002 | Сельские населённые пункты              |                 |                                                                                            |
| 4        | Аксёново                                | деревня         | 63                                                                                         |
| 5        | Аксёновский Починок                     | деревня         | 10                                                                                         |
| 6        | Алексеевская                            | деревня         | 0                                                                                          |
| 7        | Андроново                               | деревня         | 16                                                                                         |
| 8        | Анохинское                              | деревня         | 4                                                                                          |
| 9        | Антипово                                | деревня         | 0                                                                                          |
| 10       | Антоново                                | деревня         | 3                                                                                          |
| 11       | Антушево                                | деревня         | 0                                                                                          |
| 12       | Анциферово                              | деревня         | 3                                                                                          |
| 13       | Аристово                                | деревня         | 445                                                                                        |
| 14       | Артемовка                               | деревня         | 0                                                                                          |
| 15       | Архангельская Мельница                  | деревня         | 22                                                                                         |
| 16       | Афурино                                 | деревня         | 4                                                                                          |
| 17       | Бакшеево                                | деревня         | 0                                                                                          |
| 18       | Балагурово                              | деревня         | 0                                                                                          |
| 19       | Бараново                                | деревня         | 0                                                                                          |
| 20       | Барсуково                               | деревня         | 21                                                                                         |
| 21       | Бахарево                                | деревня         | 81                                                                                         |
| 22       | Баюшевская                              | деревня         | 0                                                                                          |
| 23       | Белая                                   | деревня         | 29                                                                                         |
| 24       | Белозерово                              | деревня         | 98                                                                                         |
| 25       | Белозерово                              | деревня         | 0                                                                                          |
| 26       | Березниково                             | деревня         | 11                                                                                         |
| 27       | Березовка                               | деревня         | 0                                                                                          |
| 28       | Березово                                | деревня         | 15                                                                                         |
| 29       | Бернятино                               | деревня         | 0                                                                                          |
| 30       | Биричево                                | деревня         | 1                                                                                          |
| 31       | Биричево                                | деревня         | 0                                                                                          |
| 32       | Биричево                                | деревня         | 36                                                                                         |
| 33       | Благовещенье                            | деревня         | 458                                                                                        |
| 34       | Бобровниково                            | деревня         | 231                                                                                        |
| 35       | Бобыкино                                | деревня         | 0                                                                                          |
| 36       | Большая Синега                          | деревня         | 41                                                                                         |
| 37       | Большая Слобода                         | деревня         | 6                                                                                          |
| 38       | Большие Крутцы                          | деревня         | 0                                                                                          |
| 39       | Большие Слободы                         | деревня         | 0                                                                                          |
| 40       | Большое Ворошнино                       | деревня         | 4                                                                                          |
| 41       | Большое Вострое                         | деревня         | 0                                                                                          |
| 42       | Большое Есиплево                        | деревня         | 4                                                                                          |
| 43       | Большое Каликино                        | деревня         | 5                                                                                          |
| 44       | Большое Чебаево                         | деревня         | 9                                                                                          |
| 45       | Большое Ямкино                          | деревня         | 0                                                                                          |
| 46       | Большой Двор                            | деревня         | 0                                                                                          |
| 47       | Большой Двор                            | деревня         | 12                                                                                         |
| 48       | Большой Ерогодский Починок              | деревня         | 0                                                                                          |
| 49       | Бор                                     | деревня         | 0                                                                                          |
| 50       | Боровинка                               | деревня         | 9                                                                                          |
| 51       | Братское                                | деревня         | 0                                                                                          |
| 52       | Будрино                                 | деревня         | 83                                                                                         |
| 53       | Буково                                  | деревня         | 11                                                                                         |
| 54       | Буньково                                | деревня         | 0                                                                                          |
| 55       | Бурдукино                               | деревня         | 0                                                                                          |
| 56       | Бурлево                                 | деревня         | 5                                                                                          |
| 57       | Буслаево                                | деревня         | 0                                                                                          |
| 58       | Бухинино                                | деревня         | 132                                                                                        |
| 59       | Бушково                                 | деревня         | 14                                                                                         |
| 60       | Быково                                  | деревня         | 5                                                                                          |
| 61       | Вакулово                                | деревня         | 0                                                                                          |
| 62       | Валга                                   | посёлок         | 212                                                                                        |
| 63       | Варгалово                               | деревня         | 0                                                                                          |
| 64       | Варженская Заимка                       | деревня         | 0                                                                                          |
| 65       | Васильево                               | деревня         | 13                                                                                         |
| 66       | Васильевское                            | село            | 805                                                                                        |
| 67       | Ватаманово                              | деревня         | 0                                                                                          |
| 68       | Вепрево                                 | деревня         | 3                                                                                          |
| 69       | Верхнее Алешково                        | деревня         | 0                                                                                          |
| 70       | Верхнее Анисимово                       | деревня         | 68                                                                                         |
| 71       | Верхнее Бородкино                       | деревня         | 9                                                                                          |
| 72       | Верхнее Грибцово                        | деревня         | 12                                                                                         |
| 73       | Верхнее Панкратово                      | деревня         | 4                                                                                          |
| 74       | Верхнее Якутино                         | деревня         | 46                                                                                         |
| 75       | Верхний Заемкуч                         | деревня         | 7                                                                                          |
| 76       | Верхняя Кичуга                          | деревня         | 61                                                                                         |
| 77       | Верхняя Шарденьга                       | село            | 162                                                                                        |
| 78       | Викторово                               | деревня         | 0                                                                                          |
| 79       | Власово                                 | деревня         | 0                                                                                          |
| 80       | Власово                                 | деревня         | 4                                                                                          |
| 81       | Воздвиженье                             | деревня         | 8                                                                                          |
| 82       | Воронино                                | деревня         | 0                                                                                          |
| 83       | Вотчево                                 | деревня         | 0                                                                                          |
| 84       | Выползово                               | деревня         | 4                                                                                          |
| 85       | Высокая                                 | деревня         | 0                                                                                          |
| 86       | Выставка                                | деревня         | 0                                                                                          |
| 87       | Гаврино                                 | деревня         | 8                                                                                          |
| 88       | Галкино                                 | деревня         | 51                                                                                         |
| 89       | Герасимово                              | деревня         | 5                                                                                          |
| 90       | Глядково                                | деревня         | 23                                                                                         |
| 91       | Гольцово                                | деревня         | 4                                                                                          |
| 92       | Гора                                    | деревня         | 3                                                                                          |
| 93       | Гора-Семеновская                        | деревня         | 0                                                                                          |
| 94       | Горбачево                               | деревня         | 125                                                                                        |
| 95       | Горбищево                               | деревня         | 5                                                                                          |
| 96       | Горка                                   | деревня         | 3                                                                                          |
| 97       | Горка                                   | деревня         | 6                                                                                          |
| 98       | Горка-Манагорская                       | деревня         | 4                                                                                          |
| 99       | Горлово                                 | деревня         | 0                                                                                          |
| 100      | Горшково                                | деревня         | 0                                                                                          |
| 101      | Горяево                                 | деревня         | 12                                                                                         |
| 102      | Гремячево                               | деревня         | 0                                                                                          |
| 103      | Грибино                                 | деревня         | 4                                                                                          |
| 104      | Григорьевское                           | деревня         | 10                                                                                         |
| 105      | Гришино                                 | деревня         | 9                                                                                          |
| 106      | Грузнищево                              | деревня         | 16                                                                                         |
| 107      | Давыдовская                             | деревня         | 0                                                                                          |
| 108      | Давыдовское                             | деревня         | 0                                                                                          |
| 109      | Демидово                                | деревня         | 0                                                                                          |
| 110      | Демьяново                               | деревня         | 33                                                                                         |
| 111      | Деревенька                              | деревня         | 0                                                                                          |
| 112      | Деревенька                              | деревня         | 3                                                                                          |
| 113      | Деревесниково                           | деревня         | 0                                                                                          |
| 114      | Дерново                                 | деревня         | 0                                                                                          |
| 115      | Дресвище                                | деревня         | 0                                                                                          |
| 116      | Дружково                                | деревня         | 0                                                                                          |
| 117      | Дудино                                  | деревня         | 0                                                                                          |
| 118      | Едново                                  | деревня         | 3                                                                                          |
| 119      | Езекиево                                | деревня         | 0                                                                                          |
| 120      | Елакино                                 | деревня         | 0                                                                                          |
| 121      | Еремеево                                | деревня         | 37                                                                                         |
| 122      | Ершово                                  | деревня         | 31                                                                                         |
| 123      | Еськино                                 | деревня         | 0                                                                                          |
| 124      | Жеребятьево                             | деревня         | 69                                                                                         |
| 125      | Жуково                                  | деревня         | 0                                                                                          |
| 126      | Журавлево                               | деревня         | 55                                                                                         |
| 127      | Загорье                                 | деревня         | 0                                                                                          |
| 128      | Загорье                                 | деревня         | 17                                                                                         |
| 129      | Заозерица                               | деревня         | 28                                                                                         |
| 130      | Заозерье                                | деревня         | 16                                                                                         |
| 131      | Запань                                  | деревня         | 3                                                                                          |
| 132      | Запань Бобровниково                     | деревня         | 38                                                                                         |
| 133      | Заручевье                               | деревня         | 0                                                                                          |
| 134      | Заямжа                                  | деревня         | 5                                                                                          |
| 135      | Золотавцево                             | деревня         | 385                                                                                        |
| 136      | Ивашево                                 | деревня         | 55                                                                                         |
| 137      | Ивернево                                | деревня         | 0                                                                                          |
| 138      | Игнатьевская                            | деревня         | 0                                                                                          |
| 139      | Измарухово                              | деревня         | 37                                                                                         |
| 140      | Изонинская                              | деревня         | 4                                                                                          |
| 141      | Илатовская                              | деревня         | 22                                                                                         |
| 142      | Ильинская                               | деревня         | 0                                                                                          |
| 143      | Ильинское                               | село            | 94                                                                                         |
| 144      | Исады                                   | деревня         | 0                                                                                          |
| 145      | Исаково                                 | деревня         | 0                                                                                          |
| 146      | Исток                                   | деревня         | 0                                                                                          |
| 147      | Исток                                   | деревня         | 0                                                                                          |
| 148      | Истопная                                | деревня         | 0                                                                                          |
| 149      | Ишутино                                 | деревня         | 135                                                                                        |
| 150      | Калашово                                | деревня         | 32                                                                                         |
| 151      | Каликино                                | деревня         | 20                                                                                         |
| 152      | Калинино                                | деревня         | 4                                                                                          |
| 153      | Карасово                                | деревня         | 221                                                                                        |
| 154      | Касьянка                                | деревня         | 0                                                                                          |
| 155      | Кичуга                                  | посёлок         | 31                                                                                         |
| 156      | Клепиково                               | деревня         | 20                                                                                         |
| 157      | Климлево                                | деревня         | 0                                                                                          |
| 158      | Климово                                 | деревня         | 5                                                                                          |
| 159      | Княгинино                               | деревня         | 0                                                                                          |
| 160      | Козлово                                 | деревня         | 0                                                                                          |
| 161      | Колпаково                               | деревня         | 8                                                                                          |
| 162      | Коммуна                                 | деревня         | 0                                                                                          |
| 163      | Конаново                                | деревня         | 0                                                                                          |
| 164      | Конково                                 | деревня         | 6                                                                                          |
| 165      | Коншево                                 | деревня         | 0                                                                                          |
| 166      | Коптелка                                | деревня         | 0                                                                                          |
| 167      | Копылово                                | деревня         | 0                                                                                          |
| 168      | Копылово                                | деревня         | 4                                                                                          |
| 169      | Коробейниково                           | деревня         | 243                                                                                        |
| 170      | Коробово                                | деревня         | 12                                                                                         |
| 171      | Коробовское                             | деревня         | 3                                                                                          |
| 172      | Королёво                                | деревня         | 3                                                                                          |
| 173      | Королёво                                | деревня         | 1                                                                                          |
| 174      | Кочурино                                | деревня         | 0                                                                                          |
| 175      | Кошово                                  | деревня         | 9                                                                                          |
| 176      | Красавино                               | деревня         | 40                                                                                         |
| 177      | Красная Гора                            | деревня         | 0                                                                                          |
| 178      | Красное Поле                            | деревня         | 45                                                                                         |
| 179      | Крексеново                              | деревня         | 0                                                                                          |
| 180      | Кременье                                | деревня         | 6                                                                                          |
| 181      | Кривая Берёза                           | деревня         | 3                                                                                          |
| 182      | Кузнецово                               | деревня         | 42                                                                                         |
| 183      | Кузнецово                               | деревня         | 0                                                                                          |
| 184      | Кузьминская Выставка                    | деревня         | 5                                                                                          |
| 185      | Кузьминское                             | деревня         | 0                                                                                          |
| 186      | Кулаково                                | деревня         | 0                                                                                          |
| 187      | Кулатино                                | деревня         | 0                                                                                          |
| 188      | Куликово                                | деревня         | 0                                                                                          |
| 189      | Кульнево                                | деревня         | 6                                                                                          |
| 190      | Куприяново                              | деревня         | 6                                                                                          |
| 191      | Куракино                                | деревня         | 3                                                                                          |
| 192      | Курденьга                               | деревня         | 12                                                                                         |
| 193      | Курьяково                               | деревня         | 4                                                                                          |
| 194      | Кушалово                                | деревня         | 18                                                                                         |
| 195      | Лаврешово                               | деревня         | 0                                                                                          |
| 196      | Ленивица                                | деревня         | 0                                                                                          |
| 197      | Леоново                                 | деревня         | 0                                                                                          |
| 198      | Лобаново                                | деревня         | 0                                                                                          |
| 199      | Логиновская                             | деревня         | 0                                                                                          |
| 200      | Лодейка                                 | деревня         | 189                                                                                        |
| 201      | Ломоватка                               | деревня         | Получено слишком много сущностей из Викиданные. Количество загруженных сущностей: 400/400. |
| 202      | Лопатниково                             | деревня         | Получено слишком много сущностей из Викиданные. Количество загруженных сущностей: 400/400. |
| 203      | Лужевица                                | деревня         | Получено слишком много сущностей из Викиданные. Количество загруженных сущностей: 400/400. |
| 204      | Луза                                    | деревня         | Получено слишком много сущностей из Викиданные. Количество загруженных сущностей: 400/400. |
| 205      | Лукина Гора                             | деревня         | Получено слишком много сущностей из Викиданные. Количество загруженных сущностей: 400/400. |
| 206      | Лучнево                                 | деревня         | Получено слишком много сущностей из Викиданные. Количество загруженных сущностей: 400/400. |
| 207      | Макарово                                | деревня         | Получено слишком много сущностей из Викиданные. Количество загруженных сущностей: 400/400. |
| 208      | Малая Горка                             | деревня         | Получено слишком много сущностей из Викиданные. Количество загруженных сущностей: 400/400. |
| 209      | Малинники                               | деревня         | Получено слишком много сущностей из Викиданные. Количество загруженных сущностей: 400/400. |
| 210      | Малиново                                | деревня         | Получено слишком много сущностей из Викиданные. Количество загруженных сущностей: 400/400. |
| 211      | Малое Чебаево                           | деревня         | Получено слишком много сущностей из Викиданные. Количество загруженных сущностей: 400/400. |
| 212      | Марденьга                               | деревня         | Получено слишком много сущностей из Викиданные. Количество загруженных сущностей: 400/400. |
| 213      | Марилово                                | деревня         | Получено слишком много сущностей из Викиданные. Количество загруженных сущностей: 400/400. |
| 214      | Мармугино                               | деревня         | Получено слишком много сущностей из Викиданные. Количество загруженных сущностей: 400/400. |
| 215      | Мартищево                               | деревня         | Получено слишком много сущностей из Викиданные. Количество загруженных сущностей: 400/400. |
| 216      | Мартыново                               | деревня         | Получено слишком много сущностей из Викиданные. Количество загруженных сущностей: 400/400. |
| 217      | Матрениха                               | деревня         | Получено слишком много сущностей из Викиданные. Количество загруженных сущностей: 400/400. |
| 218      | Медведки                                | деревня         | Получено слишком много сущностей из Викиданные. Количество загруженных сущностей: 400/400. |
| 219      | Медвежий Взвоз                          | деревня         | Получено слишком много сущностей из Викиданные. Количество загруженных сущностей: 400/400. |
| 220      | Меденицыно                              | деревня         | Получено слишком много сущностей из Викиданные. Количество загруженных сущностей: 400/400. |
| 221      | Минино                                  | деревня         | Получено слишком много сущностей из Викиданные. Количество загруженных сущностей: 400/400. |
| 222      | Мителево                                | деревня         | Получено слишком много сущностей из Викиданные. Количество загруженных сущностей: 400/400. |
| 223      | Митихино                                | деревня         | Получено слишком много сущностей из Викиданные. Количество загруженных сущностей: 400/400. |
| 224      | Михайловская                            | деревня         | Получено слишком много сущностей из Викиданные. Количество загруженных сущностей: 400/400. |
| 225      | Михнинская                              | деревня         | Получено слишком много сущностей из Викиданные. Количество загруженных сущностей: 400/400. |
| 226      | Морозовица                              | деревня         | Получено слишком много сущностей из Викиданные. Количество загруженных сущностей: 400/400. |
| 227      | Мосеев Починок                          | деревня         | Получено слишком много сущностей из Викиданные. Количество загруженных сущностей: 400/400. |
| 228      | Москвин Починок                         | деревня         | Получено слишком много сущностей из Викиданные. Количество загруженных сущностей: 400/400. |
| 229      | Мурдинская                              | деревня         | Получено слишком много сущностей из Викиданные. Количество загруженных сущностей: 400/400. |
| 230      | Мусино                                  | деревня         | Получено слишком много сущностей из Викиданные. Количество загруженных сущностей: 400/400. |
| 231      | Мякальская Слобода                      | деревня         | Получено слишком много сущностей из Викиданные. Количество загруженных сущностей: 400/400. |
| 232      | Мякинницыно                             | деревня         | Получено слишком много сущностей из Викиданные. Количество загруженных сущностей: 400/400. |
| 233      | Наволок                                 | деревня         | Получено слишком много сущностей из Викиданные. Количество загруженных сущностей: 400/400. |
| 234      | Насоново                                | деревня         | Получено слишком много сущностей из Викиданные. Количество загруженных сущностей: 400/400. |
| 235      | Нацепино                                | деревня         | Получено слишком много сущностей из Викиданные. Количество загруженных сущностей: 400/400. |
| 236      | Немоново                                | деревня         | Получено слишком много сущностей из Викиданные. Количество загруженных сущностей: 400/400. |
| 237      | Нижнее Алешково                         | деревня         | Получено слишком много сущностей из Викиданные. Количество загруженных сущностей: 400/400. |
| 238      | Нижнее Анисимово                        | деревня         | Получено слишком много сущностей из Викиданные. Количество загруженных сущностей: 400/400. |
| 239      | Нижнее Грибцово                         | деревня         | Получено слишком много сущностей из Викиданные. Количество загруженных сущностей: 400/400. |
| 240      | Нижнее Займище                          | деревня         | Получено слишком много сущностей из Викиданные. Количество загруженных сущностей: 400/400. |
| 241      | Нижнее Панкратово                       | деревня         | Получено слишком много сущностей из Викиданные. Количество загруженных сущностей: 400/400. |
| 242      | Нижнеульяновская                        | деревня         | Получено слишком много сущностей из Викиданные. Количество загруженных сущностей: 400/400. |
| 243      | Нижний Заемкуч                          | деревня         | Получено слишком много сущностей из Викиданные. Количество загруженных сущностей: 400/400. |
| 244      | Нижний Прилук                           | деревня         | Получено слишком много сущностей из Викиданные. Количество загруженных сущностей: 400/400. |
| 245      | Нижняя Кичуга                           | деревня         | Получено слишком много сущностей из Викиданные. Количество загруженных сущностей: 400/400. |
| 246      | Никулино                                | деревня         | Получено слишком много сущностей из Викиданные. Количество загруженных сущностей: 400/400. |
| 247      | Никулино                                | деревня         | Получено слишком много сущностей из Викиданные. Количество загруженных сущностей: 400/400. |
| 248      | Новатор                                 | посёлок         | Получено слишком много сущностей из Викиданные. Количество загруженных сущностей: 400/400. |
| 249      | Новая Деревня                           | деревня         | Получено слишком много сущностей из Викиданные. Количество загруженных сущностей: 400/400. |
| 250      | Новое Завражье                          | деревня         | Получено слишком много сущностей из Викиданные. Количество загруженных сущностей: 400/400. |
| 251      | Новое Рожково                           | деревня         | Получено слишком много сущностей из Викиданные. Количество загруженных сущностей: 400/400. |
| 252      | Новое Село                              | деревня         | Получено слишком много сущностей из Викиданные. Количество загруженных сущностей: 400/400. |
| 253      | Новосёлово                              | деревня         | Получено слишком много сущностей из Викиданные. Количество загруженных сущностей: 400/400. |
| 254      | Новосёлово                              | деревня         | Получено слишком много сущностей из Викиданные. Количество загруженных сущностей: 400/400. |
| 255      | Нокшино                                 | деревня         | Получено слишком много сущностей из Викиданные. Количество загруженных сущностей: 400/400. |
| 256      | Обрадово                                | деревня         | Получено слишком много сущностей из Викиданные. Количество загруженных сущностей: 400/400. |
| 257      | Огорыльцево                             | деревня         | Получено слишком много сущностей из Викиданные. Количество загруженных сущностей: 400/400. |
| 258      | Одомчино                                | деревня         | Получено слишком много сущностей из Викиданные. Количество загруженных сущностей: 400/400. |
| 259      | Одуево                                  | деревня         | Получено слишком много сущностей из Викиданные. Количество загруженных сущностей: 400/400. |
| 260      | Олбово                                  | деревня         | Получено слишком много сущностей из Викиданные. Количество загруженных сущностей: 400/400. |
| 261      | Оленниково                              | деревня         | Получено слишком много сущностей из Викиданные. Количество загруженных сущностей: 400/400. |
| 262      | Ольховка                                | деревня         | Получено слишком много сущностей из Викиданные. Количество загруженных сущностей: 400/400. |
| 263      | Онбово                                  | деревня         | Получено слишком много сущностей из Викиданные. Количество загруженных сущностей: 400/400. |
| 264      | Опалево                                 | деревня         | Получено слишком много сущностей из Викиданные. Количество загруженных сущностей: 400/400. |
| 265      | Опалипсово                              | деревня         | Получено слишком много сущностей из Викиданные. Количество загруженных сущностей: 400/400. |
| 266      | Орлово                                  | село            | Получено слишком много сущностей из Викиданные. Количество загруженных сущностей: 400/400. |
| 267      | Осиново                                 | деревня         | Получено слишком много сущностей из Викиданные. Количество загруженных сущностей: 400/400. |
| 268      | Осница                                  | деревня         | Получено слишком много сущностей из Викиданные. Количество загруженных сущностей: 400/400. |
| 269      | Павлово                                 | деревня         | Получено слишком много сущностей из Викиданные. Количество загруженных сущностей: 400/400. |
| 270      | Павловское                              | деревня         | Получено слишком много сущностей из Викиданные. Количество загруженных сущностей: 400/400. |
| 271      | Павшино                                 | деревня         | Получено слишком много сущностей из Викиданные. Количество загруженных сущностей: 400/400. |
| 272      | Павшино                                 | деревня         | Получено слишком много сущностей из Викиданные. Количество загруженных сущностей: 400/400. |
| 273      | Пазухи                                  | деревня         | Получено слишком много сущностей из Викиданные. Количество загруженных сущностей: 400/400. |
| 274      | Пайкино                                 | деревня         | Получено слишком много сущностей из Викиданные. Количество загруженных сущностей: 400/400. |
| 275      | Палема                                  | село            | Получено слишком много сущностей из Викиданные. Количество загруженных сущностей: 400/400. |
| 276      | Пантусово                               | деревня         | Получено слишком много сущностей из Викиданные. Количество загруженных сущностей: 400/400. |
| 277      | Парфёново                               | деревня         | Получено слишком много сущностей из Викиданные. Количество загруженных сущностей: 400/400. |
| 278      | Парфёновская Выставка                   | деревня         | Получено слишком много сущностей из Викиданные. Количество загруженных сущностей: 400/400. |
| 279      | Пеганово                                | деревня         | Получено слишком много сущностей из Викиданные. Количество загруженных сущностей: 400/400. |
| 280      | Пенье                                   | деревня         | Получено слишком много сущностей из Викиданные. Количество загруженных сущностей: 400/400. |
| 281      | Пенье                                   | деревня         | Получено слишком много сущностей из Викиданные. Количество загруженных сущностей: 400/400. |
| 282      | Первомайское                            | деревня         | Получено слишком много сущностей из Викиданные. Количество загруженных сущностей: 400/400. |
| 283      | Перемилово                              | деревня         | Получено слишком много сущностей из Викиданные. Количество загруженных сущностей: 400/400. |
| 284      | Пестово                                 | деревня         | Получено слишком много сущностей из Викиданные. Количество загруженных сущностей: 400/400. |
| 285      | Пестово                                 | деревня         | Получено слишком много сущностей из Викиданные. Количество загруженных сущностей: 400/400. |
| 286      | Пестово                                 | деревня         | Получено слишком много сущностей из Викиданные. Количество загруженных сущностей: 400/400. |
| 287      | Петровская                              | деревня         | Получено слишком много сущностей из Викиданные. Количество загруженных сущностей: 400/400. |
| 288      | Печерза                                 | деревня         | Получено слишком много сущностей из Викиданные. Количество загруженных сущностей: 400/400. |
| 289      | Пихтово                                 | деревня         | Получено слишком много сущностей из Викиданные. Количество загруженных сущностей: 400/400. |
| 290      | Плесо                                   | деревня         | Получено слишком много сущностей из Викиданные. Количество загруженных сущностей: 400/400. |
| 291      | Погорелово                              | деревня         | Получено слишком много сущностей из Викиданные. Количество загруженных сущностей: 400/400. |
| 292      | Подберезье                              | деревня         | Получено слишком много сущностей из Викиданные. Количество загруженных сущностей: 400/400. |
| 293      | Подборье                                | деревня         | Получено слишком много сущностей из Викиданные. Количество загруженных сущностей: 400/400. |
| 294      | Подвалье                                | деревня         | Получено слишком много сущностей из Викиданные. Количество загруженных сущностей: 400/400. |
| 295      | Подволочье                              | деревня         | Получено слишком много сущностей из Викиданные. Количество загруженных сущностей: 400/400. |
| 296      | Подволочье                              | деревня         | Получено слишком много сущностей из Викиданные. Количество загруженных сущностей: 400/400. |
| 297      | Подворские                              | деревня         | Получено слишком много сущностей из Викиданные. Количество загруженных сущностей: 400/400. |
| 298      | Подгорье                                | деревня         | Получено слишком много сущностей из Викиданные. Количество загруженных сущностей: 400/400. |
| 299      | Подсосенье                              | деревня         | Получено слишком много сущностей из Викиданные. Количество загруженных сущностей: 400/400. |
| 300      | Подугорье                               | деревня         | Получено слишком много сущностей из Викиданные. Количество загруженных сущностей: 400/400. |
| 301      | Пожарище                                | деревня         | Получено слишком много сущностей из Викиданные. Количество загруженных сущностей: 400/400. |
| 302      | Пожарово                                | деревня         | Получено слишком много сущностей из Викиданные. Количество загруженных сущностей: 400/400. |
| 303      | Полдарса                                | деревня         | Получено слишком много сущностей из Викиданные. Количество загруженных сущностей: 400/400. |
| 304      | Полдарса                                | посёлок         | Получено слишком много сущностей из Викиданные. Количество загруженных сущностей: 400/400. |
| 305      | Полутино                                | деревня         | Получено слишком много сущностей из Викиданные. Количество загруженных сущностей: 400/400. |
| 306      | Полутово                                | деревня         | Получено слишком много сущностей из Викиданные. Количество загруженных сущностей: 400/400. |
| 307      | Поповкино                               | деревня         | Получено слишком много сущностей из Викиданные. Количество загруженных сущностей: 400/400. |
| 308      | Поповское                               | деревня         | Получено слишком много сущностей из Викиданные. Количество загруженных сущностей: 400/400. |
| 309      | Пополутково                             | деревня         | Получено слишком много сущностей из Викиданные. Количество загруженных сущностей: 400/400. |
| 310      | Порог                                   | деревня         | Получено слишком много сущностей из Викиданные. Количество загруженных сущностей: 400/400. |
| 311      | Прилуки                                 | деревня         | Получено слишком много сущностей из Викиданные. Количество загруженных сущностей: 400/400. |
| 312      | Прилуки                                 | посёлок         | Получено слишком много сущностей из Викиданные. Количество загруженных сущностей: 400/400. |
| 313      | Прислон                                 | деревня         | Получено слишком много сущностей из Викиданные. Количество загруженных сущностей: 400/400. |
| 314      | Прислон                                 | деревня         | Получено слишком много сущностей из Викиданные. Количество загруженных сущностей: 400/400. |
| 315      | Прокопьево                              | деревня         | Получено слишком много сущностей из Викиданные. Количество загруженных сущностей: 400/400. |
| 316      | Пупышево                                | деревня         | Получено слишком много сущностей из Викиданные. Количество загруженных сущностей: 400/400. |
| 317      | Пуртовино                               | деревня         | Получено слишком много сущностей из Викиданные. Количество загруженных сущностей: 400/400. |
| 318      | Пушкариха                               | деревня         | Получено слишком много сущностей из Викиданные. Количество загруженных сущностей: 400/400. |
| 319      | Ребцово                                 | деревня         | Получено слишком много сущностей из Викиданные. Количество загруженных сущностей: 400/400. |
| 320      | Репино                                  | деревня         | Получено слишком много сущностей из Викиданные. Количество загруженных сущностей: 400/400. |
| 321      | Ровдино                                 | деревня         | Получено слишком много сущностей из Викиданные. Количество загруженных сущностей: 400/400. |
| 322      | Рогозинино                              | деревня         | Получено слишком много сущностей из Викиданные. Количество загруженных сущностей: 400/400. |
| 323      | Родионовица                             | деревня         | Получено слишком много сущностей из Викиданные. Количество загруженных сущностей: 400/400. |
| 324      | Рожково                                 | деревня         | Получено слишком много сущностей из Викиданные. Количество загруженных сущностей: 400/400. |
| 325      | Рукавишниково                           | деревня         | Получено слишком много сущностей из Викиданные. Количество загруженных сущностей: 400/400. |
| 326      | Рупосово                                | деревня         | Получено слишком много сущностей из Викиданные. Количество загруженных сущностей: 400/400. |
| 327      | Рыжково                                 | деревня         | Получено слишком много сущностей из Викиданные. Количество загруженных сущностей: 400/400. |
| 328      | Рязаново                                | деревня         | Получено слишком много сущностей из Викиданные. Количество загруженных сущностей: 400/400. |
| 329      | Савино                                  | деревня         | Получено слишком много сущностей из Викиданные. Количество загруженных сущностей: 400/400. |
| 330      | Савино                                  | деревня         | Получено слишком много сущностей из Викиданные. Количество загруженных сущностей: 400/400. |
| 331      | Савинское                               | деревня         | Получено слишком много сущностей из Викиданные. Количество загруженных сущностей: 400/400. |
| 332      | Саково                                  | деревня         | Получено слишком много сущностей из Викиданные. Количество загруженных сущностей: 400/400. |
| 333      | Северный                                | посёлок         | Получено слишком много сущностей из Викиданные. Количество загруженных сущностей: 400/400. |
| 334      | Селиваново                              | деревня         | Получено слишком много сущностей из Викиданные. Количество загруженных сущностей: 400/400. |
| 335      | Семенниково                             | деревня         | Получено слишком много сущностей из Викиданные. Количество загруженных сущностей: 400/400. |
| 336      | Сереброво                               | деревня         | Получено слишком много сущностей из Викиданные. Количество загруженных сущностей: 400/400. |
| 337      | Скорняково                              | деревня         | Получено слишком много сущностей из Викиданные. Количество загруженных сущностей: 400/400. |
| 338      | Скородум                                | деревня         | Получено слишком много сущностей из Викиданные. Количество загруженных сущностей: 400/400. |
| 339      | Скороходово                             | деревня         | Получено слишком много сущностей из Викиданные. Количество загруженных сущностей: 400/400. |
| 340      | Скорятино                               | деревня         | Получено слишком много сущностей из Викиданные. Количество загруженных сущностей: 400/400. |
| 341      | Слизовица                               | деревня         | Получено слишком много сущностей из Викиданные. Количество загруженных сущностей: 400/400. |
| 342      | Слинкино                                | деревня         | Получено слишком много сущностей из Викиданные. Количество загруженных сущностей: 400/400. |
| 343      | Слободка                                | деревня         | Получено слишком много сущностей из Викиданные. Количество загруженных сущностей: 400/400. |
| 344      | Слободка                                | деревня         | Получено слишком много сущностей из Викиданные. Количество загруженных сущностей: 400/400. |
| 345      | Слободчиково                            | деревня         | Получено слишком много сущностей из Викиданные. Количество загруженных сущностей: 400/400. |
| 346      | Слудка                                  | деревня         | Получено слишком много сущностей из Викиданные. Количество загруженных сущностей: 400/400. |
| 347      | Смолинская Выставка                     | деревня         | Получено слишком много сущностей из Викиданные. Количество загруженных сущностей: 400/400. |
| 348      | Смолинское                              | деревня         | Получено слишком много сущностей из Викиданные. Количество загруженных сущностей: 400/400. |
| 349      | Соколово                                | деревня         | Получено слишком много сущностей из Викиданные. Количество загруженных сущностей: 400/400. |
| 350      | Соловьёво                               | деревня         | Получено слишком много сущностей из Викиданные. Количество загруженных сущностей: 400/400. |
| 351      | Сотниково                               | деревня         | Получено слишком много сущностей из Викиданные. Количество загруженных сущностей: 400/400. |
| 352      | Старина                                 | деревня         | Получено слишком много сущностей из Викиданные. Количество загруженных сущностей: 400/400. |
| 353      | Старково                                | деревня         | Получено слишком много сущностей из Викиданные. Количество загруженных сущностей: 400/400. |
| 354      | Старое Завражье                         | деревня         | Получено слишком много сущностей из Викиданные. Количество загруженных сущностей: 400/400. |
| 355      | Старый Починок                          | деревня         | Получено слишком много сущностей из Викиданные. Количество загруженных сущностей: 400/400. |
| 356      | Степаница                               | деревня         | Получено слишком много сущностей из Викиданные. Количество загруженных сущностей: 400/400. |
| 357      | Стрига                                  | посёлок         | Получено слишком много сущностей из Викиданные. Количество загруженных сущностей: 400/400. |
| 358      | Стрюково                                | деревня         | Получено слишком много сущностей из Викиданные. Количество загруженных сущностей: 400/400. |
| 359      | Студёное                                | деревня         | Получено слишком много сущностей из Викиданные. Количество загруженных сущностей: 400/400. |
| 360      | Сулинская                               | деревня         | Получено слишком много сущностей из Викиданные. Количество загруженных сущностей: 400/400. |
| 361      | Сусоловка                               | посёлок         | Получено слишком много сущностей из Викиданные. Количество загруженных сущностей: 400/400. |
| 362      | Сухонский                               | посёлок         | Получено слишком много сущностей из Викиданные. Количество загруженных сущностей: 400/400. |
| 363      | Сывороткино                             | деревня         | Получено слишком много сущностей из Викиданные. Количество загруженных сущностей: 400/400. |
| 364      | Сычугово                                | деревня         | Получено слишком много сущностей из Викиданные. Количество загруженных сущностей: 400/400. |
| 365      | Тараканово                              | деревня         | Получено слишком много сущностей из Викиданные. Количество загруженных сущностей: 400/400. |
| 366      | Тарасовское                             | деревня         | Получено слишком много сущностей из Викиданные. Количество загруженных сущностей: 400/400. |
| 367      | Тельтево                                | деревня         | Получено слишком много сущностей из Викиданные. Количество загруженных сущностей: 400/400. |
| 368      | Телячье                                 | деревня         | Получено слишком много сущностей из Викиданные. Количество загруженных сущностей: 400/400. |
| 369      | Теплогорье                              | деревня         | Получено слишком много сущностей из Викиданные. Количество загруженных сущностей: 400/400. |
| 370      | Томашево                                | деревня         | Получено слишком много сущностей из Викиданные. Количество загруженных сущностей: 400/400. |
| 371      | Торжино                                 | деревня         | Получено слишком много сущностей из Викиданные. Количество загруженных сущностей: 400/400. |
| 372      | Торопово                                | деревня         | Получено слишком много сущностей из Викиданные. Количество загруженных сущностей: 400/400. |
| 373      | Удачино                                 | деревня         | Получено слишком много сущностей из Викиданные. Количество загруженных сущностей: 400/400. |
| 374      | Угол                                    | деревня         | Получено слишком много сущностей из Викиданные. Количество загруженных сущностей: 400/400. |
| 375      | Ульяница                                | деревня         | Получено слишком много сущностей из Викиданные. Количество загруженных сущностей: 400/400. |
| 376      | Уржумово                                | деревня         | Получено слишком много сущностей из Викиданные. Количество загруженных сущностей: 400/400. |
| 377      | Усов Починок                            | деревня         | Получено слишком много сущностей из Викиданные. Количество загруженных сущностей: 400/400. |
| 378      | Усть-Алексеево                          | село            | Получено слишком много сущностей из Викиданные. Количество загруженных сущностей: 400/400. |
| 379      | Устье-Повалихино                        | деревня         | Получено слишком много сущностей из Викиданные. Количество загруженных сущностей: 400/400. |
| 380      | Уткино                                  | деревня         | Получено слишком много сущностей из Викиданные. Количество загруженных сущностей: 400/400. |
| 381      | Фалево                                  | деревня         | Получено слишком много сущностей из Викиданные. Количество загруженных сущностей: 400/400. |
| 382      | Фалалеево                               | деревня         | Получено слишком много сущностей из Викиданные. Количество загруженных сущностей: 400/400. |
| 383      | Федоровское                             | деревня         | Получено слишком много сущностей из Викиданные. Количество загруженных сущностей: 400/400. |
| 384      | Фёдоровская                             | деревня         | Получено слишком много сущностей из Викиданные. Количество загруженных сущностей: 400/400. |
| 385      | Фоминская                               | деревня         | Получено слишком много сущностей из Викиданные. Количество загруженных сущностей: 400/400. |
| 386      | Химзавод                                | посёлок         | Получено слишком много сущностей из Викиданные. Количество загруженных сущностей: 400/400. |
| 387      | Холм                                    | деревня         | Получено слишком много сущностей из Викиданные. Количество загруженных сущностей: 400/400. |
| 388      | Холмец                                  | деревня         | Получено слишком много сущностей из Викиданные. Количество загруженных сущностей: 400/400. |
| 389      | Хорхорино                               | деревня         | Получено слишком много сущностей из Викиданные. Количество загруженных сущностей: 400/400. |
| 390      | Царева Гора                             | деревня         | Получено слишком много сущностей из Викиданные. Количество загруженных сущностей: 400/400. |
| 391      | Чернаково                               | деревня         | Получено слишком много сущностей из Викиданные. Количество загруженных сущностей: 400/400. |
| 392      | Чернево                                 | деревня         | Получено слишком много сущностей из Викиданные. Количество загруженных сущностей: 400/400. |
| 393      | Чернышево                               | деревня         | Получено слишком много сущностей из Викиданные. Количество загруженных сущностей: 400/400. |
| 394      | Чернятино                               | деревня         | Получено слишком много сущностей из Викиданные. Количество загруженных сущностей: 400/400. |
| 395      | Чёрная                                  | деревня         | Получено слишком много сущностей из Викиданные. Количество загруженных сущностей: 400/400. |
| 396      | Чучеры                                  | деревня         | Получено слишком много сущностей из Викиданные. Количество загруженных сущностей: 400/400. |
| 397      | Шастово                                 | деревня         | Получено слишком много сущностей из Викиданные. Количество загруженных сущностей: 400/400. |
| 398      | Шатрово                                 | деревня         | Получено слишком много сущностей из Викиданные. Количество загруженных сущностей: 400/400. |
| 399      | Шиленга                                 | деревня         | Получено слишком много сущностей из Викиданные. Количество загруженных сущностей: 400/400. |
| 400      | Шилыково                                | деревня         | Получено слишком много сущностей из Викиданные. Количество загруженных сущностей: 400/400. |
| 401      | Ширяево                                 | деревня         | Получено слишком много сущностей из Викиданные. Количество загруженных сущностей: 400/400. |
| 402      | Щекино                                  | деревня         | Получено слишком много сущностей из Викиданные. Количество загруженных сущностей: 400/400. |
| 403      | Энергетик                               | посёлок         | Получено слишком много сущностей из Викиданные. Количество загруженных сущностей: 400/400. |
| 404      | Юдино                                   | деревня         | Получено слишком много сущностей из Викиданные. Количество загруженных сущностей: 400/400. |
| 405      | Юшково                                  | деревня         | Получено слишком много сущностей из Викиданные. Количество загруженных сущностей: 400/400. |
| 406      | Якушино                                 | деревня         | Получено слишком много сущностей из Викиданные. Количество загруженных сущностей: 400/400. |
| 407      | Ярыгино                                 | деревня         | Получено слишком много сущностей из Викиданные. Количество загруженных сущностей: 400/400. |
| 408      | Ястреблево                              | деревня         | Получено слишком много сущностей из Викиданные. Количество загруженных сущностей: 400/400. |

### Верховажский
| №   | Населённый пункт   | Тип     | Население                                                                                  |
| --- | ------------------ | ------- | ------------------------------------------------------------------------------------------ |
| 1   | Абакумовская       | деревня | Получено слишком много сущностей из Викиданные. Количество загруженных сущностей: 400/400. |
| 2   | Акиньховская       | деревня | Получено слишком много сущностей из Викиданные. Количество загруженных сущностей: 400/400. |
| 3   | Аксёновская        | деревня | Получено слишком много сущностей из Викиданные. Количество загруженных сущностей: 400/400. |
| 4   | Андреевская        | деревня | Получено слишком много сущностей из Викиданные. Количество загруженных сущностей: 400/400. |
| 5   | Анисимовская       | деревня | Получено слишком много сущностей из Викиданные. Количество загруженных сущностей: 400/400. |
| 6   | Анисимовская       | деревня | Получено слишком много сущностей из Викиданные. Количество загруженных сущностей: 400/400. |
| 7   | Анциферовская      | деревня | Получено слишком много сущностей из Викиданные. Количество загруженных сущностей: 400/400. |
| 8   | Артемьевская       | деревня | Получено слишком много сущностей из Викиданные. Количество загруженных сущностей: 400/400. |
| 9   | Афонинская         | деревня | Получено слишком много сущностей из Викиданные. Количество загруженных сущностей: 400/400. |
| 10  | Афонинская         | деревня | Получено слишком много сущностей из Викиданные. Количество загруженных сущностей: 400/400. |
| 11  | Балановская        | деревня | Получено слишком много сущностей из Викиданные. Количество загруженных сущностей: 400/400. |
| 12  | Барабаново         | деревня | Получено слишком много сущностей из Викиданные. Количество загруженных сущностей: 400/400. |
| 13  | Басайлово          | деревня | Получено слишком много сущностей из Викиданные. Количество загруженных сущностей: 400/400. |
| 14  | Безымянная         | деревня | Получено слишком много сущностей из Викиданные. Количество загруженных сущностей: 400/400. |
| 15  | Берег              | деревня | Получено слишком много сущностей из Викиданные. Количество загруженных сущностей: 400/400. |
| 16  | Березовская        | деревня | Получено слишком много сущностей из Викиданные. Количество загруженных сущностей: 400/400. |
| 17  | Бирючевская        | деревня | Получено слишком много сущностей из Викиданные. Количество загруженных сущностей: 400/400. |
| 18  | Большедворская     | деревня | Получено слишком много сущностей из Викиданные. Количество загруженных сущностей: 400/400. |
| 19  | Большое Ефимово    | деревня | Получено слишком много сущностей из Викиданные. Количество загруженных сущностей: 400/400. |
| 20  | Большое Погорелово | деревня | Получено слишком много сущностей из Викиданные. Количество загруженных сущностей: 400/400. |
| 21  | Борисовская        | деревня | Получено слишком много сущностей из Викиданные. Количество загруженных сущностей: 400/400. |
| 22  | Боровая Пустошь    | деревня | Получено слишком много сущностей из Викиданные. Количество загруженных сущностей: 400/400. |
| 23  | Боровина           | деревня | Получено слишком много сущностей из Викиданные. Количество загруженных сущностей: 400/400. |
| 24  | Боровичиха         | деревня | Получено слишком много сущностей из Викиданные. Количество загруженных сущностей: 400/400. |
| 25  | Боровская          | деревня | Получено слишком много сущностей из Викиданные. Количество загруженных сущностей: 400/400. |
| 26  | Босыгинская        | деревня | Получено слишком много сущностей из Викиданные. Количество загруженных сущностей: 400/400. |
| 27  | Ботыжная           | деревня | Получено слишком много сущностей из Викиданные. Количество загруженных сущностей: 400/400. |
| 28  | Боярская           | деревня | Получено слишком много сущностей из Викиданные. Количество загруженных сущностей: 400/400. |
| 29  | Бревновская        | деревня | Получено слишком много сущностей из Викиданные. Количество загруженных сущностей: 400/400. |
| 30  | Бумажная Фабрика   | деревня | Получено слишком много сущностей из Викиданные. Количество загруженных сущностей: 400/400. |
| 31  | Бушницкая          | деревня | Получено слишком много сущностей из Викиданные. Количество загруженных сущностей: 400/400. |
| 32  | Вахрушево          | деревня | Получено слишком много сущностей из Викиданные. Количество загруженных сущностей: 400/400. |
| 33  | Великодворская     | деревня | Получено слишком много сущностей из Викиданные. Количество загруженных сущностей: 400/400. |
| 34  | Версеньевская      | деревня | Получено слишком много сущностей из Викиданные. Количество загруженных сущностей: 400/400. |
| 35  | Верхнее Макарово   | деревня | Получено слишком много сущностей из Викиданные. Количество загруженных сущностей: 400/400. |
| 36  | Верховажье         | село    | Получено слишком много сущностей из Викиданные. Количество загруженных сущностей: 400/400. |
| 37  | Владыкина Гора     | деревня | Получено слишком много сущностей из Викиданные. Количество загруженных сущностей: 400/400. |
| 38  | Владыкино          | деревня | Получено слишком много сущностей из Викиданные. Количество загруженных сущностей: 400/400. |
| 39  | Ворониха           | деревня | Получено слишком много сущностей из Викиданные. Количество загруженных сущностей: 400/400. |
| 40  | Вороновская        | деревня | Получено слишком много сущностей из Викиданные. Количество загруженных сущностей: 400/400. |
| 41  | Высокое            | деревня | Получено слишком много сущностей из Викиданные. Количество загруженных сущностей: 400/400. |
| 42  | Высотинская        | деревня | Получено слишком много сущностей из Викиданные. Количество загруженных сущностей: 400/400. |
| 43  | Гарманово          | деревня | Получено слишком много сущностей из Викиданные. Количество загруженных сущностей: 400/400. |
| 44  | Герасимовская      | деревня | Получено слишком много сущностей из Викиданные. Количество загруженных сущностей: 400/400. |
| 45  | Гнилужская         | деревня | Получено слишком много сущностей из Викиданные. Количество загруженных сущностей: 400/400. |
| 46  | Горка              | деревня | Получено слишком много сущностей из Викиданные. Количество загруженных сущностей: 400/400. |
| 47  | Горка              | деревня | Получено слишком много сущностей из Викиданные. Количество загруженных сущностей: 400/400. |
| 48  | Горка              | деревня | Получено слишком много сущностей из Викиданные. Количество загруженных сущностей: 400/400. |
| 49  | Горка Мальгина     | деревня | Получено слишком много сущностей из Викиданные. Количество загруженных сущностей: 400/400. |
| 50  | Горка-Назаровская  | деревня | Получено слишком много сущностей из Викиданные. Количество загруженных сущностей: 400/400. |
| 51  | Григоровская       | деревня | Получено слишком много сущностей из Викиданные. Количество загруженных сущностей: 400/400. |
| 52  | Гридино            | деревня | Получено слишком много сущностей из Викиданные. Количество загруженных сущностей: 400/400. |
| 53  | Грихневская        | деревня | Получено слишком много сущностей из Викиданные. Количество загруженных сущностей: 400/400. |
| 54  | Денисовская        | деревня | Получено слишком много сущностей из Викиданные. Количество загруженных сущностей: 400/400. |
| 55  | Дор                | деревня | Получено слишком много сущностей из Викиданные. Количество загруженных сущностей: 400/400. |
| 56  | Доронинская        | деревня | Получено слишком много сущностей из Викиданные. Количество загруженных сущностей: 400/400. |
| 57  | Дорошевица         | деревня | Получено слишком много сущностей из Викиданные. Количество загруженных сущностей: 400/400. |
| 58  | Дресвянка          | деревня | Получено слишком много сущностей из Викиданные. Количество загруженных сущностей: 400/400. |
| 59  | Дресвянка          | деревня | Получено слишком много сущностей из Викиданные. Количество загруженных сущностей: 400/400. |
| 60  | Другосимоновская   | деревня | Получено слишком много сущностей из Викиданные. Количество загруженных сущностей: 400/400. |
| 61  | Дуброва            | деревня | Получено слишком много сущностей из Викиданные. Количество загруженных сущностей: 400/400. |
| 62  | Дуброва            | деревня | Получено слишком много сущностей из Викиданные. Количество загруженных сущностей: 400/400. |
| 63  | Дудорово           | деревня | Получено слишком много сущностей из Викиданные. Количество загруженных сущностей: 400/400. |
| 64  | Дуравинская        | деревня | Получено слишком много сущностей из Викиданные. Количество загруженных сущностей: 400/400. |
| 65  | Дьяконовская       | деревня | Получено слишком много сущностей из Викиданные. Количество загруженных сущностей: 400/400. |
| 66  | Евсюнинская        | деревня | Получено слишком много сущностей из Викиданные. Количество загруженных сущностей: 400/400. |
| 67  | Ексинское          | деревня | Получено слишком много сущностей из Викиданные. Количество загруженных сущностей: 400/400. |
| 68  | Елезовская         | деревня | Получено слишком много сущностей из Викиданные. Количество загруженных сущностей: 400/400. |
| 69  | Елисеевская        | деревня | Получено слишком много сущностей из Викиданные. Количество загруженных сущностей: 400/400. |
| 70  | Ереминское         | село    | Получено слишком много сущностей из Викиданные. Количество загруженных сущностей: 400/400. |
| 71  | Жаворонково        | деревня | Получено слишком много сущностей из Викиданные. Количество загруженных сущностей: 400/400. |
| 72  | Заболотье          | деревня | Получено слишком много сущностей из Викиданные. Количество загруженных сущностей: 400/400. |
| 73  | Захаровская        | деревня | Получено слишком много сущностей из Викиданные. Количество загруженных сущностей: 400/400. |
| 74  | Захаровская        | деревня | Получено слишком много сущностей из Викиданные. Количество загруженных сущностей: 400/400. |
| 75  | Звеглевицы         | деревня | Получено слишком много сущностей из Викиданные. Количество загруженных сущностей: 400/400. |
| 76  | Зуевские           | деревня | Получено слишком много сущностей из Викиданные. Количество загруженных сущностей: 400/400. |
| 77  | Ивановская         | деревня | Получено слишком много сущностей из Викиданные. Количество загруженных сущностей: 400/400. |
| 78  | Ивановская         | деревня | Получено слишком много сущностей из Викиданные. Количество загруженных сущностей: 400/400. |
| 79  | Ивановская         | деревня | Получено слишком много сущностей из Викиданные. Количество загруженных сущностей: 400/400. |
| 80  | Ивонино            | деревня | Получено слишком много сущностей из Викиданные. Количество загруженных сущностей: 400/400. |
| 81  | Ивонинская         | деревня | Получено слишком много сущностей из Викиданные. Количество загруженных сущностей: 400/400. |
| 82  | Игнатовская        | деревня | Получено слишком много сущностей из Викиданные. Количество загруженных сущностей: 400/400. |
| 83  | Игумново           | деревня | Получено слишком много сущностей из Викиданные. Количество загруженных сущностей: 400/400. |
| 84  | Истопочная         | деревня | Получено слишком много сущностей из Викиданные. Количество загруженных сущностей: 400/400. |
| 85  | Кайчиха            | деревня | Получено слишком много сущностей из Викиданные. Количество загруженных сущностей: 400/400. |
| 86  | Калинино           | деревня | Получено слишком много сущностей из Викиданные. Количество загруженных сущностей: 400/400. |
| 87  | Калитинская        | деревня | Получено слишком много сущностей из Викиданные. Количество загруженных сущностей: 400/400. |
| 88  | Каличье            | деревня | Получено слишком много сущностей из Викиданные. Количество загруженных сущностей: 400/400. |
| 89  | Каменка            | посёлок | Получено слишком много сущностей из Викиданные. Количество загруженных сущностей: 400/400. |
| 90  | Киселево           | деревня | Получено слишком много сущностей из Викиданные. Количество загруженных сущностей: 400/400. |
| 91  | Климушино          | деревня | Получено слишком много сущностей из Викиданные. Количество загруженных сущностей: 400/400. |
| 92  | Клыково            | деревня | Получено слишком много сущностей из Викиданные. Количество загруженных сущностей: 400/400. |
| 93  | Клюкинская         | деревня | Получено слишком много сущностей из Викиданные. Количество загруженных сущностей: 400/400. |
| 94  | Козевская          | деревня | Получено слишком много сущностей из Викиданные. Количество загруженных сущностей: 400/400. |
| 95  | Концевская         | деревня | Получено слишком много сущностей из Викиданные. Количество загруженных сущностей: 400/400. |
| 96  | Коптяевская        | деревня | Получено слишком много сущностей из Викиданные. Количество загруженных сущностей: 400/400. |
| 97  | Коровино           | деревня | Получено слишком много сущностей из Викиданные. Количество загруженных сущностей: 400/400. |
| 98  | Костюнинская       | деревня | Получено слишком много сущностей из Викиданные. Количество загруженных сущностей: 400/400. |
| 99  | Костюнинская       | деревня | Получено слишком много сущностей из Викиданные. Количество загруженных сущностей: 400/400. |
| 100 | Кочеварский Погост | деревня | Получено слишком много сущностей из Викиданные. Количество загруженных сущностей: 400/400. |
| 101 | Красулино          | деревня | Получено слишком много сущностей из Викиданные. Количество загруженных сущностей: 400/400. |
| 102 | Крыловская         | деревня | Получено слишком много сущностей из Викиданные. Количество загруженных сущностей: 400/400. |
| 103 | Кудрино            | деревня | Получено слишком много сущностей из Викиданные. Количество загруженных сущностей: 400/400. |
| 104 | Кудринская         | деревня | Получено слишком много сущностей из Викиданные. Количество загруженных сущностей: 400/400. |
| 105 | Кузнецовская       | деревня | Получено слишком много сущностей из Викиданные. Количество загруженных сущностей: 400/400. |
| 106 | Куколовская        | деревня | Получено слишком много сущностей из Викиданные. Количество загруженных сущностей: 400/400. |
| 107 | Лабазное           | деревня | Получено слишком много сущностей из Викиданные. Количество загруженных сущностей: 400/400. |
| 108 | Леоновская         | деревня | Получено слишком много сущностей из Викиданные. Количество загруженных сущностей: 400/400. |
| 109 | Леушинская         | деревня | Получено слишком много сущностей из Викиданные. Количество загруженных сущностей: 400/400. |
| 110 | Лымзино            | деревня | Получено слишком много сущностей из Викиданные. Количество загруженных сущностей: 400/400. |
| 111 | Лычная             | деревня | Получено слишком много сущностей из Викиданные. Количество загруженных сущностей: 400/400. |
| 112 | Макаровская        | деревня | Получено слишком много сущностей из Викиданные. Количество загруженных сущностей: 400/400. |
| 113 | Макарцево          | посёлок | Получено слишком много сущностей из Викиданные. Количество загруженных сущностей: 400/400. |
| 114 | Малое Ефимово      | деревня | Получено слишком много сущностей из Викиданные. Количество загруженных сущностей: 400/400. |
| 115 | Малое Погорелово   | деревня | Получено слишком много сущностей из Викиданные. Количество загруженных сущностей: 400/400. |
| 116 | Мальцевская        | деревня | Получено слишком много сущностей из Викиданные. Количество загруженных сущностей: 400/400. |
| 117 | Марковская         | деревня | Получено слишком много сущностей из Викиданные. Количество загруженных сущностей: 400/400. |
| 118 | Мартыновская       | деревня | Получено слишком много сущностей из Викиданные. Количество загруженных сущностей: 400/400. |
| 119 | Матвеевская        | деревня | Получено слишком много сущностей из Викиданные. Количество загруженных сущностей: 400/400. |
| 120 | Матвеевская        | деревня | Получено слишком много сущностей из Викиданные. Количество загруженных сущностей: 400/400. |
| 121 | Матвеевская        | деревня | Получено слишком много сущностей из Викиданные. Количество загруженных сущностей: 400/400. |
| 122 | Машковская         | деревня | Получено слишком много сущностей из Викиданные. Количество загруженных сущностей: 400/400. |
| 123 | Мининская          | деревня | Получено слишком много сущностей из Викиданные. Количество загруженных сущностей: 400/400. |
| 124 | Михайловская       | деревня | Получено слишком много сущностей из Викиданные. Количество загруженных сущностей: 400/400. |
| 125 | Михалёво           | деревня | Получено слишком много сущностей из Викиданные. Количество загруженных сущностей: 400/400. |
| 126 | Михалёво           | деревня | Получено слишком много сущностей из Викиданные. Количество загруженных сущностей: 400/400. |
| 127 | Моисеевская        | деревня | Получено слишком много сущностей из Викиданные. Количество загруженных сущностей: 400/400. |
| 128 | Моисеевская        | деревня | Получено слишком много сущностей из Викиданные. Количество загруженных сущностей: 400/400. |
| 129 | Мокиевская         | деревня | Получено слишком много сущностей из Викиданные. Количество загруженных сущностей: 400/400. |
| 130 | Мокиевская         | деревня | Получено слишком много сущностей из Викиданные. Количество загруженных сущностей: 400/400. |
| 131 | Морозово           | село    | Получено слишком много сущностей из Викиданные. Количество загруженных сущностей: 400/400. |
| 132 | Мосеево            | деревня | Получено слишком много сущностей из Викиданные. Количество загруженных сущностей: 400/400. |
| 133 | Мотовилово         | деревня | Получено слишком много сущностей из Викиданные. Количество загруженных сущностей: 400/400. |
| 134 | Мухинская          | деревня | Получено слишком много сущностей из Викиданные. Количество загруженных сущностей: 400/400. |
| 135 | Мыс                | деревня | Получено слишком много сущностей из Викиданные. Количество загруженных сущностей: 400/400. |
| 136 | Наумиха            | деревня | Получено слишком много сущностей из Викиданные. Количество загруженных сущностей: 400/400. |
| 137 | Нивская            | деревня | Получено слишком много сущностей из Викиданные. Количество загруженных сущностей: 400/400. |
| 138 | Никольская         | деревня | Получено слишком много сущностей из Викиданные. Количество загруженных сущностей: 400/400. |
| 139 | Никулинская        | деревня | Получено слишком много сущностей из Викиданные. Количество загруженных сущностей: 400/400. |
| 140 | Новая Деревня      | деревня | Получено слишком много сущностей из Викиданные. Количество загруженных сущностей: 400/400. |
| 141 | Ногинская          | деревня | Получено слишком много сущностей из Викиданные. Количество загруженных сущностей: 400/400. |
| 142 | Олотинская         | деревня | Получено слишком много сущностей из Викиданные. Количество загруженных сущностей: 400/400. |
| 143 | Ореховская         | деревня | Получено слишком много сущностей из Викиданные. Количество загруженных сущностей: 400/400. |
| 144 | Оринодоры          | деревня | Получено слишком много сущностей из Викиданные. Количество загруженных сущностей: 400/400. |
| 145 | Основинская        | деревня | Получено слишком много сущностей из Викиданные. Количество загруженных сущностей: 400/400. |
| 146 | Осташевская        | деревня | Получено слишком много сущностей из Викиданные. Количество загруженных сущностей: 400/400. |
| 147 | Островская         | деревня | Получено слишком много сущностей из Викиданные. Количество загруженных сущностей: 400/400. |
| 148 | Отводница          | деревня | Получено слишком много сущностей из Викиданные. Количество загруженных сущностей: 400/400. |
| 149 | Павлогорская       | деревня | Получено слишком много сущностей из Викиданные. Количество загруженных сущностей: 400/400. |
| 150 | Папинская          | деревня | Получено слишком много сущностей из Викиданные. Количество загруженных сущностей: 400/400. |
| 151 | Парищево           | деревня | Получено слишком много сущностей из Викиданные. Количество загруженных сущностей: 400/400. |
| 152 | Пахомовская        | деревня | Получено слишком много сущностей из Викиданные. Количество загруженных сущностей: 400/400. |
| 153 | Паюс               | деревня | Получено слишком много сущностей из Викиданные. Количество загруженных сущностей: 400/400. |
| 154 | Пежма              | посёлок | Получено слишком много сущностей из Викиданные. Количество загруженных сущностей: 400/400. |
| 155 | Пеструха           | деревня | Получено слишком много сущностей из Викиданные. Количество загруженных сущностей: 400/400. |
| 156 | Петраковская       | деревня | Получено слишком много сущностей из Викиданные. Количество загруженных сущностей: 400/400. |
| 157 | Петровская         | деревня | Получено слишком много сущностей из Викиданные. Количество загруженных сущностей: 400/400. |
| 158 | Писунинская        | деревня | Получено слишком много сущностей из Викиданные. Количество загруженных сущностей: 400/400. |
| 159 | Пихтеник           | деревня | Получено слишком много сущностей из Викиданные. Количество загруженных сущностей: 400/400. |
| 160 | Плёсо              | деревня | Получено слишком много сущностей из Викиданные. Количество загруженных сущностей: 400/400. |
| 161 | Плосково           | деревня | Получено слишком много сущностей из Викиданные. Количество загруженных сущностей: 400/400. |
| 162 | Погост Ильинский   | деревня | Получено слишком много сущностей из Викиданные. Количество загруженных сущностей: 400/400. |
| 163 | Подведежье         | деревня | Получено слишком много сущностей из Викиданные. Количество загруженных сущностей: 400/400. |
| 164 | Подсосенье         | деревня | Получено слишком много сущностей из Викиданные. Количество загруженных сущностей: 400/400. |
| 165 | Потуловская        | деревня | Получено слишком много сущностей из Викиданные. Количество загруженных сущностей: 400/400. |
| 166 | Прилук             | деревня | Получено слишком много сущностей из Викиданные. Количество загруженных сущностей: 400/400. |
| 167 | Пукирево           | деревня | Получено слишком много сущностей из Викиданные. Количество загруженных сущностей: 400/400. |
| 168 | Пятино             | деревня | Получено слишком много сущностей из Викиданные. Количество загруженных сущностей: 400/400. |
| 169 | Рогачиха           | деревня | Получено слишком много сущностей из Викиданные. Количество загруженных сущностей: 400/400. |
| 170 | Рогна              | посёлок | Получено слишком много сущностей из Викиданные. Количество загруженных сущностей: 400/400. |
| 171 | Родионовская       | деревня | Получено слишком много сущностей из Викиданные. Количество загруженных сущностей: 400/400. |
| 172 | Ростово            | деревня | Получено слишком много сущностей из Викиданные. Количество загруженных сущностей: 400/400. |
| 173 | Ручьевская         | деревня | Получено слишком много сущностей из Викиданные. Количество загруженных сущностей: 400/400. |
| 174 | Ряполовская        | деревня | Получено слишком много сущностей из Викиданные. Количество загруженных сущностей: 400/400. |
| 175 | Савинская          | деревня | Получено слишком много сущностей из Викиданные. Количество загруженных сущностей: 400/400. |
| 176 | Савково            | деревня | Получено слишком много сущностей из Викиданные. Количество загруженных сущностей: 400/400. |
| 177 | Сакулинская        | деревня | Получено слишком много сущностей из Викиданные. Количество загруженных сущностей: 400/400. |
| 178 | Самово             | деревня | Получено слишком много сущностей из Викиданные. Количество загруженных сущностей: 400/400. |
| 179 | Сафроновская       | деревня | Получено слишком много сущностей из Викиданные. Количество загруженных сущностей: 400/400. |
| 180 | Сбоевская          | деревня | Получено слишком много сущностей из Викиданные. Количество загруженных сущностей: 400/400. |
| 181 | Светильново        | деревня | Получено слишком много сущностей из Викиданные. Количество загруженных сущностей: 400/400. |
| 182 | Секушинская        | деревня | Получено слишком много сущностей из Викиданные. Количество загруженных сущностей: 400/400. |
| 183 | Семёновская        | деревня | Получено слишком много сущностей из Викиданные. Количество загруженных сущностей: 400/400. |
| 184 | Сергеевская        | деревня | Получено слишком много сущностей из Викиданные. Количество загруженных сущностей: 400/400. |
| 185 | Силинская-1        | деревня | Получено слишком много сущностей из Викиданные. Количество загруженных сущностей: 400/400. |
| 186 | Силинская-2        | деревня | Получено слишком много сущностей из Викиданные. Количество загруженных сущностей: 400/400. |
| 187 | Симоновская        | деревня | Получено слишком много сущностей из Викиданные. Количество загруженных сущностей: 400/400. |
| 188 | Скулинская         | деревня | Получено слишком много сущностей из Викиданные. Количество загруженных сущностей: 400/400. |
| 189 | Слобода            | деревня | Получено слишком много сущностей из Викиданные. Количество загруженных сущностей: 400/400. |
| 190 | Слудная            | деревня | Получено слишком много сущностей из Викиданные. Количество загруженных сущностей: 400/400. |
| 191 | Сметанино          | деревня | Получено слишком много сущностей из Викиданные. Количество загруженных сущностей: 400/400. |
| 192 | Сомицыно           | деревня | Получено слишком много сущностей из Викиданные. Количество загруженных сущностей: 400/400. |
| 193 | Спирино            | деревня | Получено слишком много сущностей из Викиданные. Количество загруженных сущностей: 400/400. |
| 194 | Спицынская         | деревня | Получено слишком много сущностей из Викиданные. Количество загруженных сущностей: 400/400. |
| 195 | Средняя            | деревня | Получено слишком много сущностей из Викиданные. Количество загруженных сущностей: 400/400. |
| 196 | Степаново          | деревня | Получено слишком много сущностей из Викиданные. Количество загруженных сущностей: 400/400. |
| 197 | Степачевская       | деревня | Получено слишком много сущностей из Викиданные. Количество загруженных сущностей: 400/400. |
| 198 | Стиховская         | деревня | Получено слишком много сущностей из Викиданные. Количество загруженных сущностей: 400/400. |
| 199 | Столбово           | деревня | Получено слишком много сущностей из Викиданные. Количество загруженных сущностей: 400/400. |
| 200 | Студенцово         | деревня | Получено слишком много сущностей из Викиданные. Количество загруженных сущностей: 400/400. |
| 201 | Татаринская        | деревня | Получено слишком много сущностей из Викиданные. Количество загруженных сущностей: 400/400. |
| 202 | Тёплый Ручей       | посёлок | Получено слишком много сущностей из Викиданные. Количество загруженных сущностей: 400/400. |
| 203 | Терентьевская      | деревня | Получено слишком много сущностей из Викиданные. Количество загруженных сущностей: 400/400. |
| 204 | Титовская          | деревня | Получено слишком много сущностей из Викиданные. Количество загруженных сущностей: 400/400. |
| 205 | Толстуха           | деревня | Получено слишком много сущностей из Викиданные. Количество загруженных сущностей: 400/400. |
| 206 | Трутневская        | деревня | Получено слишком много сущностей из Викиданные. Количество загруженных сущностей: 400/400. |
| 207 | Удальцовская       | деревня | Получено слишком много сущностей из Викиданные. Количество загруженных сущностей: 400/400. |
| 208 | Ульянково          | деревня | Получено слишком много сущностей из Викиданные. Количество загруженных сущностей: 400/400. |
| 209 | Урусовская         | деревня | Получено слишком много сущностей из Викиданные. Количество загруженных сущностей: 400/400. |
| 210 | Феклуха            | посёлок | Получено слишком много сущностей из Викиданные. Количество загруженных сущностей: 400/400. |
| 211 | Филинская          | деревня | Получено слишком много сущностей из Викиданные. Количество загруженных сущностей: 400/400. |
| 212 | Филинская          | деревня | Получено слишком много сущностей из Викиданные. Количество загруженных сущностей: 400/400. |
| 213 | Фоминогорская      | деревня | Получено слишком много сущностей из Викиданные. Количество загруженных сущностей: 400/400. |
| 214 | Фоминская          | деревня | Получено слишком много сущностей из Викиданные. Количество загруженных сущностей: 400/400. |
| 215 | Фоминская          | деревня | Получено слишком много сущностей из Викиданные. Количество загруженных сущностей: 400/400. |
| 216 | Фофановская        | деревня | Получено слишком много сущностей из Викиданные. Количество загруженных сущностей: 400/400. |
| 217 | Фроловская         | деревня | Получено слишком много сущностей из Викиданные. Количество загруженных сущностей: 400/400. |
| 218 | Харитоновская      | деревня | Получено слишком много сущностей из Викиданные. Количество загруженных сущностей: 400/400. |
| 219 | Харитоновская      | деревня | Получено слишком много сущностей из Викиданные. Количество загруженных сущностей: 400/400. |
| 220 | Хорошево           | деревня | Получено слишком много сущностей из Викиданные. Количество загруженных сущностей: 400/400. |
| 221 | Чавровская         | деревня | Получено слишком много сущностей из Викиданные. Количество загруженных сущностей: 400/400. |
| 222 | Черёмушки          | деревня | Получено слишком много сущностей из Викиданные. Количество загруженных сущностей: 400/400. |
| 223 | Чушевицы           | село    | Получено слишком много сущностей из Викиданные. Количество загруженных сущностей: 400/400. |
| 224 | Шелота             | село    | Получено слишком много сущностей из Викиданные. Количество загруженных сущностей: 400/400. |
| 225 | Щёкино             | деревня | Получено слишком много сущностей из Викиданные. Количество загруженных сущностей: 400/400. |
| 226 | Щекотовская        | деревня | Получено слишком много сущностей из Викиданные. Количество загруженных сущностей: 400/400. |
| 227 | Якунино            | деревня | Получено слишком много сущностей из Викиданные. Количество загруженных сущностей: 400/400. |
| 228 | Якунинская         | деревня | Получено слишком много сущностей из Викиданные. Количество загруженных сущностей: 400/400. |
| 229 | Якушевская         | деревня | Получено слишком много сущностей из Викиданные. Количество загруженных сущностей: 400/400. |
| 230 | Яльничевская       | деревня | Получено слишком много сущностей из Викиданные. Количество загруженных сущностей: 400/400. |

### Вожегодский
| №   | Населённый пункт     | Тип             | Население                                                                                  |
| --- | -------------------- | --------------- | ------------------------------------------------------------------------------------------ |
| 1   | Абатуриха            | деревня         | Получено слишком много сущностей из Викиданные. Количество загруженных сущностей: 400/400. |
| 2   | Агафоновская         | деревня         | Получено слишком много сущностей из Викиданные. Количество загруженных сущностей: 400/400. |
| 3   | Алферьевская         | деревня         | Получено слишком много сущностей из Викиданные. Количество загруженных сущностей: 400/400. |
| 4   | Андреевская          | деревня         | Получено слишком много сущностей из Викиданные. Количество загруженных сущностей: 400/400. |
| 5   | Анисимовская         | деревня         | Получено слишком много сущностей из Викиданные. Количество загруженных сущностей: 400/400. |
| 6   | Анисимовская         | деревня         | Получено слишком много сущностей из Викиданные. Количество загруженных сущностей: 400/400. |
| 7   | Анкудиновская        | деревня         | Получено слишком много сущностей из Викиданные. Количество загруженных сущностей: 400/400. |
| 8   | Ануфриевская         | деревня         | Получено слишком много сущностей из Викиданные. Количество загруженных сущностей: 400/400. |
| 9   | Анциферовская        | деревня         | Получено слишком много сущностей из Викиданные. Количество загруженных сущностей: 400/400. |
| 10  | Анциферовская        | деревня         | Получено слишком много сущностей из Викиданные. Количество загруженных сущностей: 400/400. |
| 11  | База                 | посёлок         | Получено слишком много сущностей из Викиданные. Количество загруженных сущностей: 400/400. |
| 12  | Бакланово            | деревня         | Получено слишком много сущностей из Викиданные. Количество загруженных сущностей: 400/400. |
| 13  | Бараниха             | деревня         | Получено слишком много сущностей из Викиданные. Количество загруженных сущностей: 400/400. |
| 14  | Барановская          | деревня         | Получено слишком много сущностей из Викиданные. Количество загруженных сущностей: 400/400. |
| 15  | Барановская          | деревня         | Получено слишком много сущностей из Викиданные. Количество загруженных сущностей: 400/400. |
| 16  | Баркановская         | деревня         | Получено слишком много сущностей из Викиданные. Количество загруженных сущностей: 400/400. |
| 17  | Бекетово             | посёлок         | Получено слишком много сущностей из Викиданные. Количество загруженных сущностей: 400/400. |
| 18  | Бекетовская          | деревня         | Получено слишком много сущностей из Викиданные. Количество загруженных сущностей: 400/400. |
| 19  | Белавинская          | деревня         | Получено слишком много сущностей из Викиданные. Количество загруженных сущностей: 400/400. |
| 20  | Бильская             | деревня         | Получено слишком много сущностей из Викиданные. Количество загруженных сущностей: 400/400. |
| 21  | Блиновская           | деревня         | Получено слишком много сущностей из Викиданные. Количество загруженных сущностей: 400/400. |
| 22  | Большая Климовская   | деревня         | Получено слишком много сущностей из Викиданные. Количество загруженных сущностей: 400/400. |
| 23  | Большая Назаровская  | деревня         | Получено слишком много сущностей из Викиданные. Количество загруженных сущностей: 400/400. |
| 24  | Большое Раменье      | деревня         | Получено слишком много сущностей из Викиданные. Количество загруженных сущностей: 400/400. |
| 25  | Бор                  | деревня         | Получено слишком много сущностей из Викиданные. Количество загруженных сущностей: 400/400. |
| 26  | Борисово             | деревня         | Получено слишком много сущностей из Викиданные. Количество загруженных сущностей: 400/400. |
| 27  | Боярская             | деревня         | Получено слишком много сущностей из Викиданные. Количество загруженных сущностей: 400/400. |
| 28  | Боярская             | деревня         | Получено слишком много сущностей из Викиданные. Количество загруженных сущностей: 400/400. |
| 29  | Бухара               | деревня         | Получено слишком много сущностей из Викиданные. Количество загруженных сущностей: 400/400. |
| 30  | Бучеровская          | деревня         | Получено слишком много сущностей из Викиданные. Количество загруженных сущностей: 400/400. |
| 31  | Быково               | деревня         | Получено слишком много сущностей из Викиданные. Количество загруженных сущностей: 400/400. |
| 32  | Быковская            | деревня         | Получено слишком много сущностей из Викиданные. Количество загруженных сущностей: 400/400. |
| 33  | Быковская            | деревня         | Получено слишком много сущностей из Викиданные. Количество загруженных сущностей: 400/400. |
| 34  | Васильевская         | деревня         | Получено слишком много сущностей из Викиданные. Количество загруженных сущностей: 400/400. |
| 35  | Васильевская         | деревня         | Получено слишком много сущностей из Викиданные. Количество загруженных сущностей: 400/400. |
| 36  | Вафуненская          | деревня         | Получено слишком много сущностей из Викиданные. Количество загруженных сущностей: 400/400. |
| 37  | Вершина              | деревня         | Получено слишком много сущностей из Викиданные. Количество загруженных сущностей: 400/400. |
| 38  | Вожега               | рабочий посёлок | Получено слишком много сущностей из Викиданные. Количество загруженных сущностей: 400/400. |
| 39  | Воскресенское        | село            | Получено слишком много сущностей из Викиданные. Количество загруженных сущностей: 400/400. |
| 40  | Высокая              | деревня         | Получено слишком много сущностей из Викиданные. Количество загруженных сущностей: 400/400. |
| 41  | Галунинская          | деревня         | Получено слишком много сущностей из Викиданные. Количество загруженных сущностей: 400/400. |
| 42  | Гашково              | деревня         | Получено слишком много сущностей из Викиданные. Количество загруженных сущностей: 400/400. |
| 43  | Глазуновская         | деревня         | Получено слишком много сущностей из Викиданные. Количество загруженных сущностей: 400/400. |
| 44  | Гора                 | деревня         | Получено слишком много сущностей из Викиданные. Количество загруженных сущностей: 400/400. |
| 45  | Гора                 | деревня         | Получено слишком много сущностей из Викиданные. Количество загруженных сущностей: 400/400. |
| 46  | Горка                | деревня         | Получено слишком много сущностей из Викиданные. Количество загруженных сущностей: 400/400. |
| 47  | Горка                | деревня         | Получено слишком много сущностей из Викиданные. Количество загруженных сущностей: 400/400. |
| 48  | Городище             | деревня         | Получено слишком много сущностей из Викиданные. Количество загруженных сущностей: 400/400. |
| 49  | Гридино              | деревня         | Получено слишком много сущностей из Викиданные. Количество загруженных сущностей: 400/400. |
| 50  | Гридинская           | деревня         | Получено слишком много сущностей из Викиданные. Количество загруженных сущностей: 400/400. |
| 51  | Гридинская           | деревня         | Получено слишком много сущностей из Викиданные. Количество загруженных сущностей: 400/400. |
| 52  | Гришинская           | деревня         | Получено слишком много сущностей из Викиданные. Количество загруженных сущностей: 400/400. |
| 53  | Гришковская          | деревня         | Получено слишком много сущностей из Викиданные. Количество загруженных сущностей: 400/400. |
| 54  | Грудинская           | деревня         | Получено слишком много сущностей из Викиданные. Количество загруженных сущностей: 400/400. |
| 55  | Губинская            | деревня         | Получено слишком много сущностей из Викиданные. Количество загруженных сущностей: 400/400. |
| 56  | Гурьевская           | деревня         | Получено слишком много сущностей из Викиданные. Количество загруженных сущностей: 400/400. |
| 57  | Давыдиха             | деревня         | Получено слишком много сущностей из Викиданные. Количество загруженных сущностей: 400/400. |
| 58  | Даниловская          | деревня         | Получено слишком много сущностей из Викиданные. Количество загруженных сущностей: 400/400. |
| 59  | Даниловская          | деревня         | Получено слишком много сущностей из Викиданные. Количество загруженных сущностей: 400/400. |
| 60  | Деревенька           | деревня         | Получено слишком много сущностей из Викиданные. Количество загруженных сущностей: 400/400. |
| 61  | Дор                  | деревня         | Получено слишком много сущностей из Викиданные. Количество загруженных сущностей: 400/400. |
| 62  | Дорковская           | деревня         | Получено слишком много сущностей из Викиданные. Количество загруженных сущностей: 400/400. |
| 63  | Доровиха             | деревня         | Получено слишком много сущностей из Викиданные. Количество загруженных сущностей: 400/400. |
| 64  | Дровдиль             | деревня         | Получено слишком много сущностей из Викиданные. Количество загруженных сущностей: 400/400. |
| 65  | Дубровинская         | деревня         | Получено слишком много сущностей из Викиданные. Количество загруженных сущностей: 400/400. |
| 66  | Екимовская           | деревня         | Получено слишком много сущностей из Викиданные. Количество загруженных сущностей: 400/400. |
| 67  | Еленская             | деревня         | Получено слишком много сущностей из Викиданные. Количество загруженных сущностей: 400/400. |
| 68  | Еленская             | деревня         | Получено слишком много сущностей из Викиданные. Количество загруженных сущностей: 400/400. |
| 69  | Емельяновская        | деревня         | Получено слишком много сущностей из Викиданные. Количество загруженных сущностей: 400/400. |
| 70  | Еремеиха             | деревня         | Получено слишком много сущностей из Викиданные. Количество загруженных сущностей: 400/400. |
| 71  | Ереминская           | деревня         | Получено слишком много сущностей из Викиданные. Количество загруженных сущностей: 400/400. |
| 72  | Есинская             | деревня         | Получено слишком много сущностей из Викиданные. Количество загруженных сущностей: 400/400. |
| 73  | Ескинская            | деревня         | Получено слишком много сущностей из Викиданные. Количество загруженных сущностей: 400/400. |
| 74  | Ефимовская           | деревня         | Получено слишком много сущностей из Викиданные. Количество загруженных сущностей: 400/400. |
| 75  | Заберезник           | деревня         | Получено слишком много сущностей из Викиданные. Количество загруженных сущностей: 400/400. |
| 76  | Заболотье            | деревня         | Получено слишком много сущностей из Викиданные. Количество загруженных сущностей: 400/400. |
| 77  | Завраг               | деревня         | Получено слишком много сущностей из Викиданные. Количество загруженных сущностей: 400/400. |
| 78  | Задорожье            | деревня         | Получено слишком много сущностей из Викиданные. Количество загруженных сущностей: 400/400. |
| 79  | Замох                | деревня         | Получено слишком много сущностей из Викиданные. Количество загруженных сущностей: 400/400. |
| 80  | Заозерье             | деревня         | Получено слишком много сущностей из Викиданные. Количество загруженных сущностей: 400/400. |
| 81  | Заречная             | деревня         | Получено слишком много сущностей из Викиданные. Количество загруженных сущностей: 400/400. |
| 82  | Засухонская          | деревня         | Получено слишком много сущностей из Викиданные. Количество загруженных сущностей: 400/400. |
| 83  | Зиненская            | деревня         | Получено слишком много сущностей из Викиданные. Количество загруженных сущностей: 400/400. |
| 84  | Зуево                | деревня         | Получено слишком много сущностей из Викиданные. Количество загруженных сущностей: 400/400. |
| 85  | Ивановская           | деревня         | Получено слишком много сущностей из Викиданные. Количество загруженных сущностей: 400/400. |
| 86  | Ивановская           | деревня         | Получено слишком много сущностей из Викиданные. Количество загруженных сущностей: 400/400. |
| 87  | Ивановская           | деревня         | Получено слишком много сущностей из Викиданные. Количество загруженных сущностей: 400/400. |
| 88  | Иваньково            | деревня         | Получено слишком много сущностей из Викиданные. Количество загруженных сущностей: 400/400. |
| 89  | Ивонинская           | деревня         | Получено слишком много сущностей из Викиданные. Количество загруженных сущностей: 400/400. |
| 90  | Игнатовская          | деревня         | Получено слишком много сущностей из Викиданные. Количество загруженных сущностей: 400/400. |
| 91  | Исаково              | деревня         | Получено слишком много сущностей из Викиданные. Количество загруженных сущностей: 400/400. |
| 92  | Исаковская           | деревня         | Получено слишком много сущностей из Викиданные. Количество загруженных сущностей: 400/400. |
| 93  | Кадниковский         | посёлок         | Получено слишком много сущностей из Викиданные. Количество загруженных сущностей: 400/400. |
| 94  | Каликинский Березник | деревня         | Получено слишком много сущностей из Викиданные. Количество загруженных сущностей: 400/400. |
| 95  | Карповская           | деревня         | Получено слишком много сущностей из Викиданные. Количество загруженных сущностей: 400/400. |
| 96  | Карповская           | деревня         | Получено слишком много сущностей из Викиданные. Количество загруженных сущностей: 400/400. |
| 97  | Кладовка             | деревня         | Получено слишком много сущностей из Викиданные. Количество загруженных сущностей: 400/400. |
| 98  | Климовская           | деревня         | Получено слишком много сущностей из Викиданные. Количество загруженных сущностей: 400/400. |
| 99  | Климовская           | деревня         | Получено слишком много сущностей из Викиданные. Количество загруженных сущностей: 400/400. |
| 100 | Козицыно             | деревня         | Получено слишком много сущностей из Викиданные. Количество загруженных сущностей: 400/400. |
| 101 | Козлово              | деревня         | Получено слишком много сущностей из Викиданные. Количество загруженных сущностей: 400/400. |
| 102 | Козлово              | деревня         | Получено слишком много сущностей из Викиданные. Количество загруженных сущностей: 400/400. |
| 103 | Коневка              | деревня         | Получено слишком много сущностей из Викиданные. Количество загруженных сущностей: 400/400. |
| 104 | Конечная             | деревня         | Получено слишком много сущностей из Викиданные. Количество загруженных сущностей: 400/400. |
| 105 | Конечная             | деревня         | Получено слишком много сущностей из Викиданные. Количество загруженных сущностей: 400/400. |
| 106 | Коргозеро            | деревня         | Получено слишком много сущностей из Викиданные. Количество загруженных сущностей: 400/400. |
| 107 | Коровинская          | деревня         | Получено слишком много сущностей из Викиданные. Количество загруженных сущностей: 400/400. |
| 108 | Коротковская         | деревня         | Получено слишком много сущностей из Викиданные. Количество загруженных сущностей: 400/400. |
| 109 | Коротыгинская        | деревня         | Получено слишком много сущностей из Викиданные. Количество загруженных сущностей: 400/400. |
| 110 | Корякинская          | деревня         | Получено слишком много сущностей из Викиданные. Количество загруженных сущностей: 400/400. |
| 111 | Костюнинская         | деревня         | Получено слишком много сущностей из Викиданные. Количество загруженных сущностей: 400/400. |
| 112 | Костюнинская         | деревня         | Получено слишком много сущностей из Викиданные. Количество загруженных сущностей: 400/400. |
| 113 | Крапивино            | деревня         | Получено слишком много сущностей из Викиданные. Количество загруженных сущностей: 400/400. |
| 114 | Кропуфинская         | деревня         | Получено слишком много сущностей из Викиданные. Количество загруженных сущностей: 400/400. |
| 115 | Кубинская            | деревня         | Получено слишком много сущностей из Викиданные. Количество загруженных сущностей: 400/400. |
| 116 | Кузнецовская         | деревня         | Получено слишком много сущностей из Викиданные. Количество загруженных сущностей: 400/400. |
| 117 | Куклинская           | деревня         | Получено слишком много сущностей из Викиданные. Количество загруженных сущностей: 400/400. |
| 118 | Куриловская          | деревня         | Получено слишком много сущностей из Викиданные. Количество загруженных сущностей: 400/400. |
| 119 | Курицино             | деревня         | Получено слишком много сущностей из Викиданные. Количество загруженных сущностей: 400/400. |
| 120 | Куршиевская          | деревня         | Получено слишком много сущностей из Викиданные. Количество загруженных сущностей: 400/400. |
| 121 | Кутилово             | деревня         | Получено слишком много сущностей из Викиданные. Количество загруженных сущностей: 400/400. |
| 122 | Лебедевская          | деревня         | Получено слишком много сущностей из Викиданные. Количество загруженных сущностей: 400/400. |
| 123 | Левинская            | деревня         | Получено слишком много сущностей из Викиданные. Количество загруженных сущностей: 400/400. |
| 124 | Левинская            | деревня         | Получено слишком много сущностей из Викиданные. Количество загруженных сущностей: 400/400. |
| 125 | Левковская           | деревня         | Получено слишком много сущностей из Викиданные. Количество загруженных сущностей: 400/400. |
| 126 | Лещевка              | деревня         | Получено слишком много сущностей из Викиданные. Количество загруженных сущностей: 400/400. |
| 127 | Лобаниха             | деревня         | Получено слишком много сущностей из Викиданные. Количество загруженных сущностей: 400/400. |
| 128 | Лощинская            | деревня         | Получено слишком много сущностей из Викиданные. Количество загруженных сущностей: 400/400. |
| 129 | Лукьяновская         | деревня         | Получено слишком много сущностей из Викиданные. Количество загруженных сущностей: 400/400. |
| 130 | Лупачи               | деревня         | Получено слишком много сущностей из Викиданные. Количество загруженных сущностей: 400/400. |
| 131 | Лупачиха             | деревня         | Получено слишком много сущностей из Викиданные. Количество загруженных сущностей: 400/400. |
| 132 | Малая                | деревня         | Получено слишком много сущностей из Викиданные. Количество загруженных сущностей: 400/400. |
| 133 | Малая Климовская     | деревня         | Получено слишком много сущностей из Викиданные. Количество загруженных сущностей: 400/400. |
| 134 | Малая Назаровская    | деревня         | Получено слишком много сущностей из Викиданные. Количество загруженных сущностей: 400/400. |
| 135 | Малеевская           | деревня         | Получено слишком много сущностей из Викиданные. Количество загруженных сущностей: 400/400. |
| 136 | Малое Раменье        | деревня         | Получено слишком много сущностей из Викиданные. Количество загруженных сущностей: 400/400. |
| 137 | Мануиловская         | деревня         | Получено слишком много сущностей из Викиданные. Количество загруженных сущностей: 400/400. |
| 138 | Марьинская           | деревня         | Получено слишком много сущностей из Викиданные. Количество загруженных сущностей: 400/400. |
| 139 | Матвеевская          | деревня         | Получено слишком много сущностей из Викиданные. Количество загруженных сущностей: 400/400. |
| 140 | Мигуевская           | деревня         | Получено слишком много сущностей из Викиданные. Количество загруженных сущностей: 400/400. |
| 141 | Митинская            | деревня         | Получено слишком много сущностей из Викиданные. Количество загруженных сущностей: 400/400. |
| 142 | Митинская            | деревня         | Получено слишком много сущностей из Викиданные. Количество загруженных сущностей: 400/400. |
| 143 | Митрофаново          | деревня         | Получено слишком много сущностей из Викиданные. Количество загруженных сущностей: 400/400. |
| 144 | Михайловская         | деревня         | Получено слишком много сущностей из Викиданные. Количество загруженных сущностей: 400/400. |
| 145 | Михеевская           | деревня         | Получено слишком много сущностей из Викиданные. Количество загруженных сущностей: 400/400. |
| 146 | Мишутинская          | деревня         | Получено слишком много сущностей из Викиданные. Количество загруженных сущностей: 400/400. |
| 147 | Молодёжный           | посёлок         | Получено слишком много сущностей из Викиданные. Количество загруженных сущностей: 400/400. |
| 148 | Мунская              | деревня         | Получено слишком много сущностей из Викиданные. Количество загруженных сущностей: 400/400. |
| 149 | Мущининская          | деревня         | Получено слишком много сущностей из Викиданные. Количество загруженных сущностей: 400/400. |
| 150 | Мытник               | деревня         | Получено слишком много сущностей из Викиданные. Количество загруженных сущностей: 400/400. |
| 151 | Мышино               | деревня         | Получено слишком много сущностей из Викиданные. Количество загруженных сущностей: 400/400. |
| 152 | Наволок              | деревня         | Получено слишком много сущностей из Викиданные. Количество загруженных сущностей: 400/400. |
| 153 | Надпорожье           | деревня         | Получено слишком много сущностей из Викиданные. Количество загруженных сущностей: 400/400. |
| 154 | Назаровская          | деревня         | Получено слишком много сущностей из Викиданные. Количество загруженных сущностей: 400/400. |
| 155 | Неклюдиха            | деревня         | Получено слишком много сущностей из Викиданные. Количество загруженных сущностей: 400/400. |
| 156 | Некрасовская         | деревня         | Получено слишком много сущностей из Викиданные. Количество загруженных сущностей: 400/400. |
| 157 | Нестериха            | деревня         | Получено слишком много сущностей из Викиданные. Количество загруженных сущностей: 400/400. |
| 158 | Нефедовская          | деревня         | Получено слишком много сущностей из Викиданные. Количество загруженных сущностей: 400/400. |
| 159 | Нефедовская          | деревня         | Получено слишком много сущностей из Викиданные. Количество загруженных сущностей: 400/400. |
| 160 | Нижняя               | деревня         | Получено слишком много сущностей из Викиданные. Количество загруженных сущностей: 400/400. |
| 161 | Никитино             | деревня         | Получено слишком много сущностей из Викиданные. Количество загруженных сущностей: 400/400. |
| 162 | Никитинская          | деревня         | Получено слишком много сущностей из Викиданные. Количество загруженных сущностей: 400/400. |
| 163 | Никольская           | деревня         | Получено слишком много сущностей из Викиданные. Количество загруженных сущностей: 400/400. |
| 164 | Никульская           | деревня         | Получено слишком много сущностей из Викиданные. Количество загруженных сущностей: 400/400. |
| 165 | Новая                | деревня         | Получено слишком много сущностей из Викиданные. Количество загруженных сущностей: 400/400. |
| 166 | Новожилиха           | деревня         | Получено слишком много сущностей из Викиданные. Количество загруженных сущностей: 400/400. |
| 167 | Огарковская          | деревня         | Получено слишком много сущностей из Викиданные. Количество загруженных сущностей: 400/400. |
| 168 | Огибалово            | деревня         | Получено слишком много сущностей из Викиданные. Количество загруженных сущностей: 400/400. |
| 169 | Ожигинская           | деревня         | Получено слишком много сущностей из Викиданные. Количество загруженных сущностей: 400/400. |
| 170 | Озёрный              | посёлок         | Получено слишком много сущностей из Викиданные. Количество загруженных сущностей: 400/400. |
| 171 | Окуловская           | деревня         | Получено слишком много сущностей из Викиданные. Количество загруженных сущностей: 400/400. |
| 172 | Окуловская           | деревня         | Получено слишком много сущностей из Викиданные. Количество загруженных сущностей: 400/400. |
| 173 | Окуловская           | деревня         | Получено слишком много сущностей из Викиданные. Количество загруженных сущностей: 400/400. |
| 174 | Окуловская-1         | деревня         | Получено слишком много сущностей из Викиданные. Количество загруженных сущностей: 400/400. |
| 175 | Окуловская-2         | деревня         | Получено слишком много сущностей из Викиданные. Количество загруженных сущностей: 400/400. |
| 176 | Олеховская           | деревня         | Получено слишком много сущностей из Викиданные. Количество загруженных сущностей: 400/400. |
| 177 | Олеховская           | деревня         | Получено слишком много сущностей из Викиданные. Количество загруженных сущностей: 400/400. |
| 178 | Ольшуковская         | деревня         | Получено слишком много сущностей из Викиданные. Количество загруженных сущностей: 400/400. |
| 179 | Олюшино              | деревня         | Получено слишком много сущностей из Викиданные. Количество загруженных сущностей: 400/400. |
| 180 | Олюшинская           | деревня         | Получено слишком много сущностей из Викиданные. Количество загруженных сущностей: 400/400. |
| 181 | Оносиха              | деревня         | Получено слишком много сущностей из Викиданные. Количество загруженных сущностей: 400/400. |
| 182 | Осиевская            | деревня         | Получено слишком много сущностей из Викиданные. Количество загруженных сущностей: 400/400. |
| 183 | Осподаревская        | деревня         | Получено слишком много сущностей из Викиданные. Количество загруженных сущностей: 400/400. |
| 184 | Отрадное             | село            | Получено слишком много сущностей из Викиданные. Количество загруженных сущностей: 400/400. |
| 185 | Павловская           | деревня         | Получено слишком много сущностей из Викиданные. Количество загруженных сущностей: 400/400. |
| 186 | Павловская           | деревня         | Получено слишком много сущностей из Викиданные. Количество загруженных сущностей: 400/400. |
| 187 | Павловская           | деревня         | Получено слишком много сущностей из Викиданные. Количество загруженных сущностей: 400/400. |
| 188 | Падинская            | деревня         | Получено слишком много сущностей из Викиданные. Количество загруженных сущностей: 400/400. |
| 189 | Пантелеевская        | деревня         | Получено слишком много сущностей из Викиданные. Количество загруженных сущностей: 400/400. |
| 190 | Паньково             | деревня         | Получено слишком много сущностей из Викиданные. Количество загруженных сущностей: 400/400. |
| 191 | Патракеевская        | деревня         | Получено слишком много сущностей из Викиданные. Количество загруженных сущностей: 400/400. |
| 192 | Пелевинская          | деревня         | Получено слишком много сущностей из Викиданные. Количество загруженных сущностей: 400/400. |
| 193 | Пелевиха             | деревня         | Получено слишком много сущностей из Викиданные. Количество загруженных сущностей: 400/400. |
| 194 | Перепечиха           | деревня         | Получено слишком много сущностей из Викиданные. Количество загруженных сущностей: 400/400. |
| 195 | Песок                | деревня         | Получено слишком много сущностей из Викиданные. Количество загруженных сущностей: 400/400. |
| 196 | Песок                | деревня         | Получено слишком много сущностей из Викиданные. Количество загруженных сущностей: 400/400. |
| 197 | Пестинская           | деревня         | Получено слишком много сущностей из Викиданные. Количество загруженных сущностей: 400/400. |
| 198 | Петровка             | деревня         | Получено слишком много сущностей из Викиданные. Количество загруженных сущностей: 400/400. |
| 199 | Петрово              | деревня         | Получено слишком много сущностей из Викиданные. Количество загруженных сущностей: 400/400. |
| 200 | Петровская           | деревня         | Получено слишком много сущностей из Викиданные. Количество загруженных сущностей: 400/400. |
| 201 | Пехтач               | деревня         | Получено слишком много сущностей из Викиданные. Количество загруженных сущностей: 400/400. |
| 202 | Пешково              | деревня         | Получено слишком много сущностей из Викиданные. Количество загруженных сущностей: 400/400. |
| 203 | Пильево              | деревня         | Получено слишком много сущностей из Викиданные. Количество загруженных сущностей: 400/400. |
| 204 | Погорелка            | деревня         | Получено слишком много сущностей из Викиданные. Количество загруженных сущностей: 400/400. |
| 205 | Погорелово           | деревня         | Получено слишком много сущностей из Викиданные. Количество загруженных сущностей: 400/400. |
| 206 | Подольная            | деревня         | Получено слишком много сущностей из Викиданные. Количество загруженных сущностей: 400/400. |
| 207 | Подсосенье           | деревня         | Получено слишком много сущностей из Викиданные. Количество загруженных сущностей: 400/400. |
| 208 | Пожар                | деревня         | Получено слишком много сущностей из Викиданные. Количество загруженных сущностей: 400/400. |
| 209 | Пожарище             | деревня         | Получено слишком много сущностей из Викиданные. Количество загруженных сущностей: 400/400. |
| 210 | Поздеевская          | деревня         | Получено слишком много сущностей из Викиданные. Количество загруженных сущностей: 400/400. |
| 211 | Покровская           | деревня         | Получено слишком много сущностей из Викиданные. Количество загруженных сущностей: 400/400. |
| 212 | Покровское           | село            | Получено слишком много сущностей из Викиданные. Количество загруженных сущностей: 400/400. |
| 213 | Поповка              | деревня         | Получено слишком много сущностей из Викиданные. Количество загруженных сущностей: 400/400. |
| 214 | Поповка              | деревня         | Получено слишком много сущностей из Викиданные. Количество загруженных сущностей: 400/400. |
| 215 | Поповка              | деревня         | Получено слишком много сущностей из Викиданные. Количество загруженных сущностей: 400/400. |
| 216 | Поповка Каликинская  | деревня         | Получено слишком много сущностей из Викиданные. Количество загруженных сущностей: 400/400. |
| 217 | Порохино             | деревня         | Получено слишком много сущностей из Викиданные. Количество загруженных сущностей: 400/400. |
| 218 | Похватинская         | деревня         | Получено слишком много сущностей из Викиданные. Количество загруженных сущностей: 400/400. |
| 219 | Пролетарский         | посёлок         | Получено слишком много сущностей из Викиданные. Количество загруженных сущностей: 400/400. |
| 220 | Протасовская         | деревня         | Получено слишком много сущностей из Викиданные. Количество загруженных сущностей: 400/400. |
| 221 | Ракишево             | деревня         | Получено слишком много сущностей из Викиданные. Количество загруженных сущностей: 400/400. |
| 222 | Репняковская         | деревня         | Получено слишком много сущностей из Викиданные. Количество загруженных сущностей: 400/400. |
| 223 | Родионовская         | деревня         | Получено слишком много сущностей из Викиданные. Количество загруженных сущностей: 400/400. |
| 224 | Рубцово              | деревня         | Получено слишком много сущностей из Викиданные. Количество загруженных сущностей: 400/400. |
| 225 | Ручьевская           | деревня         | Получено слишком много сущностей из Викиданные. Количество загруженных сущностей: 400/400. |
| 226 | Савинская            | деревня         | Получено слишком много сущностей из Викиданные. Количество загруженных сущностей: 400/400. |
| 227 | Савинская            | деревня         | Получено слишком много сущностей из Викиданные. Количество загруженных сущностей: 400/400. |
| 228 | Савинская            | деревня         | Получено слишком много сущностей из Викиданные. Количество загруженных сущностей: 400/400. |
| 229 | Сальник              | деревня         | Получено слишком много сущностей из Викиданные. Количество загруженных сущностей: 400/400. |
| 230 | Самойловская         | деревня         | Получено слишком много сущностей из Викиданные. Количество загруженных сущностей: 400/400. |
| 231 | Сафоновская          | деревня         | Получено слишком много сущностей из Викиданные. Количество загруженных сущностей: 400/400. |
| 232 | Село                 | деревня         | Получено слишком много сущностей из Викиданные. Количество загруженных сущностей: 400/400. |
| 233 | Семёновская          | деревня         | Получено слишком много сущностей из Викиданные. Количество загруженных сущностей: 400/400. |
| 234 | Семёновская          | деревня         | Получено слишком много сущностей из Викиданные. Количество загруженных сущностей: 400/400. |
| 235 | Сенкинская           | деревня         | Получено слишком много сущностей из Викиданные. Количество загруженных сущностей: 400/400. |
| 236 | Сенькинская          | деревня         | Получено слишком много сущностей из Викиданные. Количество загруженных сущностей: 400/400. |
| 237 | Сиговская            | деревня         | Получено слишком много сущностей из Викиданные. Количество загруженных сущностей: 400/400. |
| 238 | Снегиревка           | посёлок         | Получено слишком много сущностей из Викиданные. Количество загруженных сущностей: 400/400. |
| 239 | Сорогинская          | деревня         | Получено слишком много сущностей из Викиданные. Количество загруженных сущностей: 400/400. |
| 240 | Сорожинская          | деревня         | Получено слишком много сущностей из Викиданные. Количество загруженных сущностей: 400/400. |
| 241 | Сосновица            | деревня         | Получено слишком много сущностей из Викиданные. Количество загруженных сущностей: 400/400. |
| 242 | Степаниха            | деревня         | Получено слишком много сущностей из Викиданные. Количество загруженных сущностей: 400/400. |
| 243 | Степаниха            | деревня         | Получено слишком много сущностей из Викиданные. Количество загруженных сущностей: 400/400. |
| 244 | Степановская         | деревня         | Получено слишком много сущностей из Викиданные. Количество загруженных сущностей: 400/400. |
| 245 | Столбиха             | деревня         | Получено слишком много сущностей из Викиданные. Количество загруженных сущностей: 400/400. |
| 246 | Строкавино           | деревня         | Получено слишком много сущностей из Викиданные. Количество загруженных сущностей: 400/400. |
| 247 | Сурковская           | деревня         | Получено слишком много сущностей из Викиданные. Количество загруженных сущностей: 400/400. |
| 248 | Сырнево              | деревня         | Получено слишком много сущностей из Викиданные. Количество загруженных сущностей: 400/400. |
| 249 | Сямба                | посёлок         | Получено слишком много сущностей из Викиданные. Количество загруженных сущностей: 400/400. |
| 250 | Тарасовская          | деревня         | Получено слишком много сущностей из Викиданные. Количество загруженных сущностей: 400/400. |
| 251 | Тарасовская          | деревня         | Получено слишком много сущностей из Викиданные. Количество загруженных сущностей: 400/400. |
| 252 | Тигино               | деревня         | Получено слишком много сущностей из Викиданные. Количество загруженных сущностей: 400/400. |
| 253 | Тимонинская          | деревня         | Получено слишком много сущностей из Викиданные. Количество загруженных сущностей: 400/400. |
| 254 | Тимонинская          | деревня         | Получено слишком много сущностей из Викиданные. Количество загруженных сущностей: 400/400. |
| 255 | Тимошинская          | деревня         | Получено слишком много сущностей из Викиданные. Количество загруженных сущностей: 400/400. |
| 256 | Тимошинская          | деревня         | Получено слишком много сущностей из Викиданные. Количество загруженных сущностей: 400/400. |
| 257 | Тимошинская          | деревня         | Получено слишком много сущностей из Викиданные. Количество загруженных сущностей: 400/400. |
| 258 | Тинготомо            | деревня         | Получено слишком много сущностей из Викиданные. Количество загруженных сущностей: 400/400. |
| 259 | Тоделовская          | деревня         | Получено слишком много сущностей из Викиданные. Количество загруженных сущностей: 400/400. |
| 260 | Тупицыно             | деревня         | Получено слишком много сущностей из Викиданные. Количество загруженных сущностей: 400/400. |
| 261 | Турабовская          | деревня         | Получено слишком много сущностей из Викиданные. Количество загруженных сущностей: 400/400. |
| 262 | Турово               | деревня         | Получено слишком много сущностей из Викиданные. Количество загруженных сущностей: 400/400. |
| 263 | Тюриковская          | деревня         | Получено слишком много сущностей из Викиданные. Количество загруженных сущностей: 400/400. |
| 264 | Угленская            | деревня         | Получено слишком много сущностей из Викиданные. Количество загруженных сущностей: 400/400. |
| 265 | Угол                 | деревня         | Получено слишком много сущностей из Викиданные. Количество загруженных сущностей: 400/400. |
| 266 | Улитинская           | деревня         | Получено слишком много сущностей из Викиданные. Количество загруженных сущностей: 400/400. |
| 267 | Усть-Вотча           | деревня         | Получено слишком много сущностей из Викиданные. Количество загруженных сущностей: 400/400. |
| 268 | Фатьяново            | деревня         | Получено слишком много сущностей из Викиданные. Количество загруженных сущностей: 400/400. |
| 269 | Февральский          | посёлок         | Получено слишком много сущностей из Викиданные. Количество загруженных сущностей: 400/400. |
| 270 | Федюнинская          | деревня         | Получено слишком много сущностей из Викиданные. Количество загруженных сущностей: 400/400. |
| 271 | Федяевская           | деревня         | Получено слишком много сущностей из Викиданные. Количество загруженных сущностей: 400/400. |
| 272 | Федяшинская          | деревня         | Получено слишком много сущностей из Викиданные. Количество загруженных сущностей: 400/400. |
| 273 | Филатовская          | деревня         | Получено слишком много сущностей из Викиданные. Количество загруженных сущностей: 400/400. |
| 274 | Фоминская            | деревня         | Получено слишком много сущностей из Викиданные. Количество загруженных сущностей: 400/400. |
| 275 | Фомищево             | деревня         | Получено слишком много сущностей из Викиданные. Количество загруженных сущностей: 400/400. |
| 276 | Фуниково             | деревня         | Получено слишком много сущностей из Викиданные. Количество загруженных сущностей: 400/400. |
| 277 | Хвостово             | деревня         | Получено слишком много сущностей из Викиданные. Количество загруженных сущностей: 400/400. |
| 278 | Хвостово             | посёлок         | Получено слишком много сущностей из Викиданные. Количество загруженных сущностей: 400/400. |
| 279 | Хмелевская           | деревня         | Получено слишком много сущностей из Викиданные. Количество загруженных сущностей: 400/400. |
| 280 | Хмылица              | деревня         | Получено слишком много сущностей из Викиданные. Количество загруженных сущностей: 400/400. |
| 281 | Ходинская            | деревня         | Получено слишком много сущностей из Викиданные. Количество загруженных сущностей: 400/400. |
| 282 | Холдынка             | деревня         | Получено слишком много сущностей из Викиданные. Количество загруженных сущностей: 400/400. |
| 283 | Холуй                | деревня         | Получено слишком много сущностей из Викиданные. Количество загруженных сущностей: 400/400. |
| 284 | Черновская           | деревня         | Получено слишком много сущностей из Викиданные. Количество загруженных сущностей: 400/400. |
| 285 | Чеченинская          | деревня         | Получено слишком много сущностей из Викиданные. Количество загруженных сущностей: 400/400. |
| 286 | Чичирино             | деревня         | Получено слишком много сущностей из Викиданные. Количество загруженных сущностей: 400/400. |
| 287 | Шибаевская           | деревня         | Получено слишком много сущностей из Викиданные. Количество загруженных сущностей: 400/400. |
| 288 | Шистиха              | деревня         | Получено слишком много сущностей из Викиданные. Количество загруженных сущностей: 400/400. |
| 289 | Щеглиха              | деревня         | Получено слишком много сущностей из Викиданные. Количество загруженных сущностей: 400/400. |
| 290 | Щеголиха             | деревня         | Получено слишком много сущностей из Викиданные. Количество загруженных сущностей: 400/400. |
| 291 | Щекотовская          | деревня         | Получено слишком много сущностей из Викиданные. Количество загруженных сущностей: 400/400. |
| 292 | Щепинская            | деревня         | Получено слишком много сущностей из Викиданные. Количество загруженных сущностей: 400/400. |
| 293 | Юрковская            | деревня         | Получено слишком много сущностей из Викиданные. Количество загруженных сущностей: 400/400. |
| 294 | Ючка                 | посёлок         | Получено слишком много сущностей из Викиданные. Количество загруженных сущностей: 400/400. |
| 295 | Ягрыш                | деревня         | Получено слишком много сущностей из Викиданные. Количество загруженных сущностей: 400/400. |
| 296 | Яковлево             | деревня         | Получено слишком много сущностей из Викиданные. Количество загруженных сущностей: 400/400. |
| 297 | Якунинская           | деревня         | Получено слишком много сущностей из Викиданные. Количество загруженных сущностей: 400/400. |
| 298 | Якутинская           | деревня         | Получено слишком много сущностей из Викиданные. Количество загруженных сущностей: 400/400. |
| 299 | Якушевская           | деревня         | Получено слишком много сущностей из Викиданные. Количество загруженных сущностей: 400/400. |
| 300 | Ярцево               | деревня         | Получено слишком много сущностей из Викиданные. Количество загруженных сущностей: 400/400. |
| 301 | Яхренга              | посёлок         | Получено слишком много сущностей из Викиданные. Количество загруженных сущностей: 400/400. |

### Вологодский
Шаблон:Автонумерация

### Вытегорский
Шаблон:Автонумерация